# 安息帝國
安息帝國（波斯語：امپراتوری اشکانی，Emperâturi Ashkâniân），又称阿尔萨息王朝或阿萨息斯王朝（Arsacid），西方史书称其为帕提亞帝國（Parthian），是古波斯地区古典时期的一个王朝，存在於公元前247年—224年。阿薩息斯王朝一名出自帕尼部落領袖阿尔沙克一世，趁著一名波斯總督起兵抵抗塞琉古帝国而征服了伊朗東北部帕提亞地區，並在公元前三世紀中葉建立安息帝國。全盛時期的安息帝國疆域西達小亚细亚東南的幼发拉底河，東抵阿姆河。安息帝國座落在地中海的羅馬帝國與汉朝之間的貿易路線丝绸之路之上，使帝國成為了商貿中心。
安息帝國是一個由不同文化組成的國家，它在很大程度上吸納了包括波斯文化、希臘文化及地區文化的藝術、建築、宗教信仰及皇室標記。在安息帝國的前半段統治時期，宮廷採納了大量希臘文化的元素，但后期逐渐复兴了伊朗传统。安息帝國的統治者以萬王之王為銜頭，自稱是阿契美尼德王朝的後裔，他們仿傚阿契美尼德王朝的做法接納一方霸主成為附庸國，阿契美尼德王朝會由中央任命這些自治的總督。安息帝國也會任命一些總督，這些總督主要統領伊朗以外的地區，但他們的轄地較少，權力也不如阿契美尼德王朝的總督。隨著安息帝國的擴張，中央政府的所在地也沿著底格里斯河由尼薩遷往泰西封，其他多個城市也曾經成為首都。
在最初，塞琉古帝國是安息帝國在西線的敵人，斯基泰人則盤據在東面。不過，隨著安息帝國向西擴張，帝國也先後與亞美尼亞王國及羅馬帝國爆發衝突。安息帝國與羅馬帝國互相爭奪，爭取將亞美尼亞君主变成他們的附庸。前53年安息人在卡雷戰役徹底擊敗克拉苏統領的羅馬軍隊。到前40年至39年，除了泰尔外，羅馬人控制的黎凡特地區被安息人攻陷。羅馬軍官马克·安东尼對安息帝國進行反擊，多名羅馬將領也入侵美索不達米亞策應，塞琉西亞及泰西封的控制權數度易手，羅馬人始終不能牢固地控制這些地區。与对外战争相比，争夺王位而频繁爆发的内战对安息帝国危害更大，法爾斯伊什塔克爾的統治者阿尔达希尔一世叛變，他在224年殺害了安息帝國最後一位統治者阿爾達班五世。阿爾達希爾一世建立了萨珊王朝，直至七世紀被穆斯林征服前一直統治著伊朗和近東大部分地區，安息帝國的分支阿薩息斯王朝則仍在亞美尼亞繼續其統治。
相對薩珊王朝甚至是更早的阿契美尼德王朝，以安息語、希腊语及其他語言記載的本土安息文獻較稀少。除了一些凌散的楔形文字簡、殘缺的陶器碎片、石刻、德拉克马硬幣、殘存的羊皮紙文獻，安息帝國的歷史只能透過外來的資料而得知，這些外來資料主要是希臘史學和羅馬史學，也包括中國貨品在安息帝國流通而形成的中國史學。安息帝國的藝術品被史學家視為了解安息帝國社會和文化的有效來源，而關於這一方面的文獻資料卻匱乏。

## 歷史

### 起源與建國

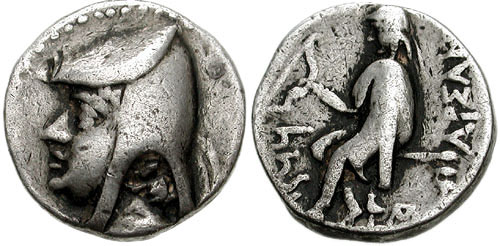
阿爾沙克一世發行的銀色德拉克马，刻有他的希腊字母名稱。

阿尔沙克一世在建立安息帝國之前是伊朗民族古中亞部落帕尼的酋長，帕尼是遊牧民族聯盟大益的一員。帕尼人大多說東伊朗語，與同一時期帕提亞地區流行的西北伊朗語不同，帕提亞在伊朗東北部，先後受到阿契美尼德王朝及塞琉古帝国的統治。帕尼部落征服了帕提亞後採納安息語作為官方宮廷用語，隨著帝國征服了其他使用多種語言的地區，中古波斯語、亞拉姆語、希腊语、阿卡德語、粟特語及其他語言都成為了帝國常用的語言。
安息帝國要追溯到前247年作為建國年份的理由仍未明確。研究伊朗的學者阿德里安·大衛·休·比瓦爾推斷那一年正是塞琉古帝國帕提亞總督安德拉戈拉斯叛變使塞琉古帝國失去帕提亞的時候，因此阿爾沙克一世「將他的年号追溯到」塞琉古帝國失去對帕提亞的控制權的時候。作者韋斯塔·薩克什·柯蒂斯稱阿爾沙克一世在那一年成為帕尼部落的酋長。霍馬·卡圖贊和赫內·拉爾夫·加思韋特則指他在那一年征服了波斯，并成功地消除了塞琉古帝國的權力，但柯蒂斯及其他研究古波斯歷史的學者瑪麗亞·布羅修斯指出安德拉戈拉斯在前238年才被安息帝國推翻。
誰是阿爾沙克一世的繼承者這個問題仍然未有準確的答案。比瓦爾和卡圖贊斷定是他的兄弟梯里達底一世繼其位，然後由他的兒子阿爾沙克二世在前211年繼位。不過，柯蒂斯和布羅修斯認為阿爾沙克二世直接繼承阿爾沙克一世，當中柯蒂斯稱阿爾沙克二世在前211年登基，而布羅修斯則指他是在前217年即位。比瓦爾堅稱米特里達梯一世執政的最後一年－前138年是「安息帝國歷史上第一個可信的年號」。根據這些差異，比瓦爾列出了兩種截然不同的皇室年表，都得到史學家的接受。一些安息帝國皇帝自稱為阿契美尼德王朝的後裔，這個說法在近期得到錢幣學及文獻證據的證實，證據顯示阿契美尼德王朝及安息帝國的統治者都罹患遺傳性的多發性神經纖維瘤病。

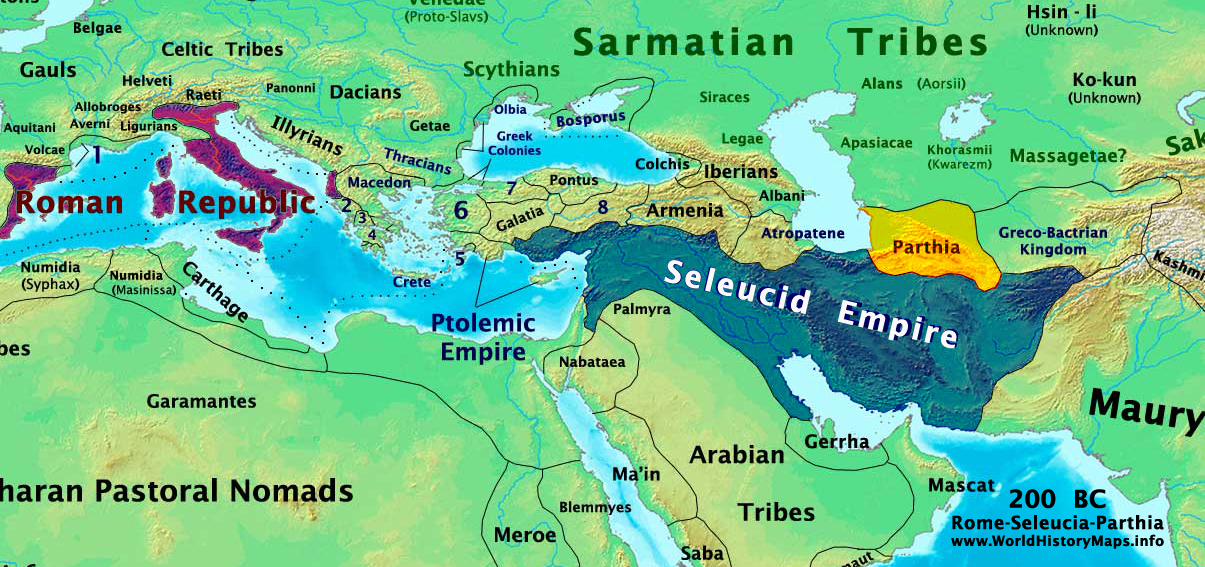
前200年西方各國疆域，黃色陰影的部分是安息帝國，藍色陰影的部分是塞琉古帝国，而紫色陰影部分是羅馬共和國。

埃及托勒密三世（前246年－前222年在位）從西面入侵塞琉古帝國，阿爾沙克二世乘機在帕提亞和希爾卡尼亞鞏固统治。托勒密王國與塞琉古帝國爆發的第三次敘利亞戰爭也使狄奧多特一世叛離塞琉古帝國，在中亞建立希臘-巴克特里亞王國。狄奧多特一世的繼承人狄奧多特二世與阿爾沙克一世結盟對抗塞琉古人，但塞琉古帝國的塞琉古二世（前246年－前225年在位）暫時性地將阿爾沙克一世驅離帕提亞，阿爾沙克一世被迫流亡到阿帕西亞卡埃（Apasiacae）遊牧民族，他在那裡過了一段時間後發動反擊，重奪帕提亞。塞琉古二世的繼承人安条克三世（前222年－前187年在位）忙於應付米底亞總督莫倫的叛亂而未能立刻回擊阿爾沙克一世。
前210年或前209年，安條克三世奪還帕提亞和巴克特里亞的作戰不果，他與阿爾達班一世訂立了和約。阿爾沙克二世得到塞琉古帝國承認為皇帝，作為交換，他要歸順安條克三世，並接受他的監督。隨著羅馬共和國的入侵加劇及在前190年的馬格尼西亞戰役戰敗，塞琉古人無力再干預安息人。弗里阿帕提烏斯（前185年－前170年在位）、阿爾沙克四世（前170年－前168年在位）和弗拉特斯一世（前168年－前165年在位）先後接管安息帝國，弗拉特斯一世已在沒有塞琉古人的干預下統治安息。

### 擴張與鞏固

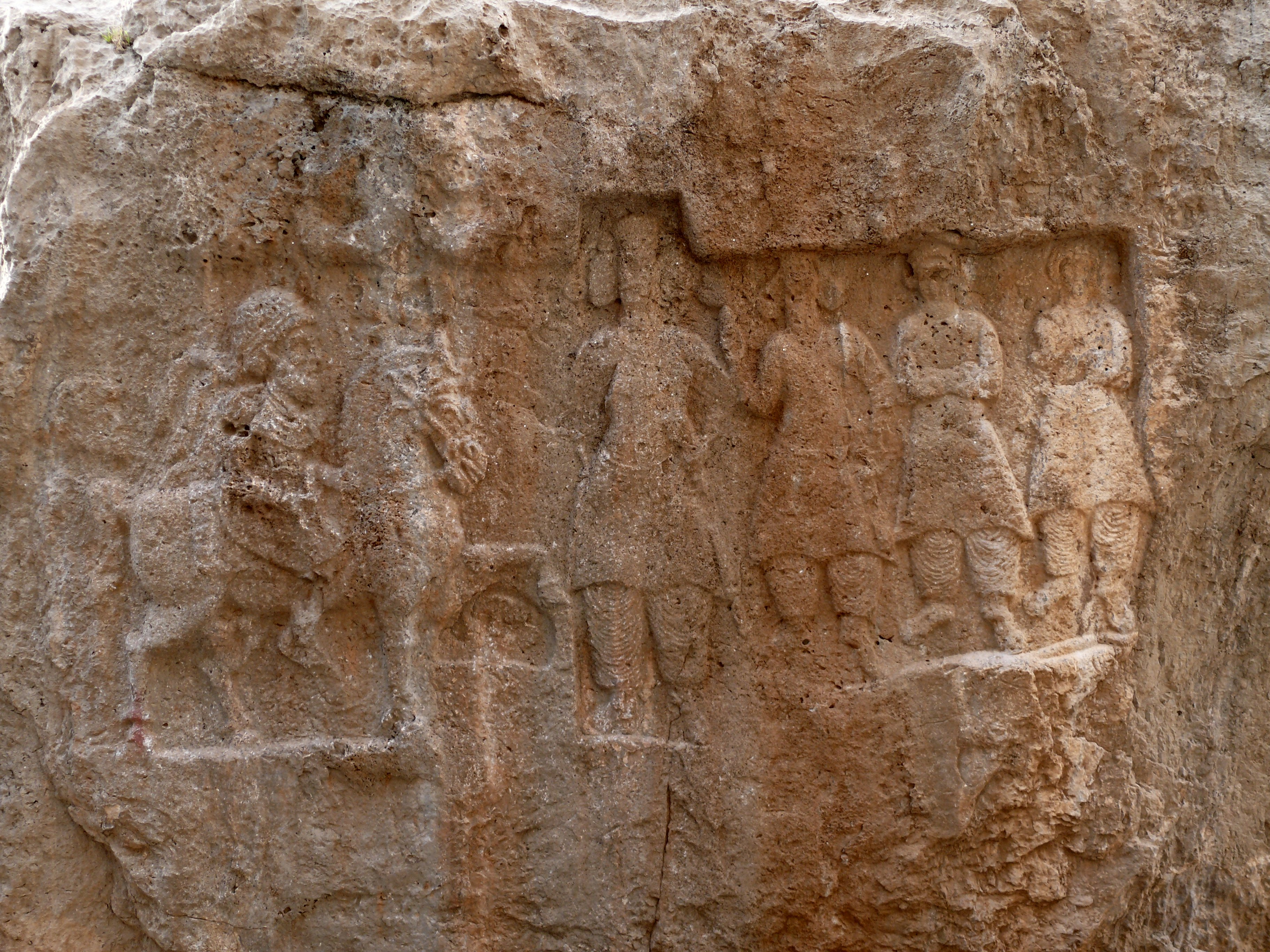
位於伊朗胡齊斯坦省伊澤的石刻浮雕，可見馬背上的米特里達梯一世。

弗拉特斯一世將安息人的疆域拓展至亞歷山大之門以外，攻佔地理位置不明的阿帕米亞雷吉安納。在弗拉特斯一世的繼承人米特里達梯一世的統治下，安息帝國的疆域擴張至最大，卡圖贊將之與阿契美尼德王朝的居鲁士二世作出比較。
狄奧多特二世逝世後，安息帝國與巴克特里亞王國的關係轉差，米特里達梯一世攻佔了歐克拉提德一世（前170年－前145年在位）統治的巴克特里亞王國轄下的兩個都區。米特里達梯一世將他的視線轉向塞琉古帝國，他在前148年或前147年入侵米底亞，並攻佔埃克巴坦那，這些地區已經因塞琉古帝國鎮壓總督提馬克斯的叛亂而變得不穩。安息帝國接著征服了美索不达米亚的巴比倫尼亞，米特里達梯一世在前141年於美索不達米亞的塞琉西亞鑄造了一些硬幣，他又在這裡舉行了宣誓儀式，以示安息帝權的開始。當米特里達梯一世撤回到希爾卡尼亞的時候，他的軍隊已經征服了埃利邁利王國和查拉塞尼王國，並攻佔了蘇薩。在這個時候，安息人已將他們的疆域向東擴展至印度河。
赫卡通皮洛斯是安息帝國第一個首都，但是米特里達梯一世在塞琉西亞、埃克巴坦那、泰西封及新建立的城市密特拉達特克爾特（尼薩）都建立了皇宮，安息帝國歷代皇帝的陵墓也在這裡建造。埃克巴坦那是安息帝國皇室的主要避暑山莊，而泰西封在直到戈塔爾澤斯一世（前90年－前80年在位）當政時期才成為帝國的官方首都。據布羅修斯所述，泰西封是安息帝國舉行加冕典禮的地方。
前142年，塞琉古帝國將軍狄奧多特·特里豐發動叛亂，使塞琉古人不能立刻對安息帝國採取報復性的軍事行動。到前140年，塞琉古帝國皇帝德米特里二世對安息人控制的美索不達米亞地區發動反侵略，塞琉古帝國在初期取得了一些成果，但最終被擊敗，德米特里二世被俘，並被押至希爾卡尼亞。德米特里二世在那裡獲得上賓招待，米特里達梯一世更將他的女兒羅多古娜許配給德米特里二世。在米特里达梯一世统治末年人口达到580万人。

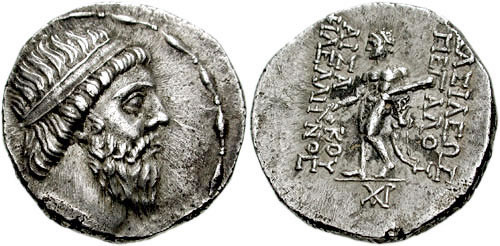
米特里達梯一世發行的德拉克马，顯示他蓄了鬍子，頭戴王冠。

德米特里二世的兄弟安条克七世（前138年－前129年在位）登基成為塞琉古帝國皇帝，並迎娶了德米特里二世的妻子克麗奧佩脫拉·特婭。安條克七世擊敗了狄奧多特·特里豐，又在前130年發兵進攻由安息帝國皇帝弗拉特斯二世（前132年－前128年在位）控制的美索不達米亞。安息帝國安插在巴比倫尼亞的統治者在一次农民起义中被殺，接著安息將領因達迪斯在大扎卜河沿岸被擊敗，使安條克七世得以征服巴比倫尼亞和攻佔蘇薩，他在蘇薩鑄造了一些硬幣。塞琉古帝國的軍隊進一步逼近米底亞，逼使安息人求和，安條克七世要求安息帝國放棄其領土的控制權或者進獻大量錢財並釋放德米特里二世，否則拒絕和談。安息帝國釋放了德米特里二世，並將他護送到叙利亚，但沒有答應塞琉古帝國的其他要求。然而，安條克七世的軍隊冬季耗盡了米底亞郊區的資源，激使當地人在前129年春季公然反抗安條克七世，安條克七世的軍隊試圖鎮壓叛亂，而安息帝國則乘機肅清了該地區的敵軍，並殺死了安條克七世。安息帝國將安條克七世屍首裝進了一個銀制的靈柩裡，並遣送到敘利亞，安條克七世的兒子塞琉古成為了安息帝國的親王，而安條克七世的一名女兒則被納入弗拉特斯二世的後宮裡。

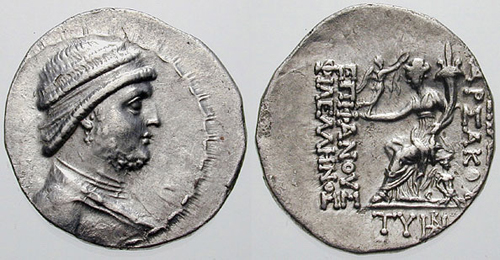
米特里達梯二世的德拉克馬。

安息人收復了西面的失地，東面卻有一支部族崛起。在前177年—176年/前162年，居於現今中國西北地區甘肃省的月氏被遊牧民族組成的匈奴逐出，月氏只得向西遷移到伊犁河谷，后其在前138—前129年之间再次受到乌孙人驱逐，只得南下巴克特里亞，取代了當地的塞克人，塞克人被迫往西遷移，入侵了安息帝國东北边疆地區，迫使米特里達梯一世在征服了美索不達米亞後回師希爾卡尼亞。
一些塞克人被徵召入伍，加入弗拉特斯二世的軍隊對抗安條克七世，但是部隊卻趕不上加入戰爭，弗拉特斯二世於是拒向這些塞克人發放軍資，導致塞克人叛變，弗拉特斯二世試圖以歸順安息帝國的塞琉古人平定叛亂，但這些塞琉古人卻倒戈投向塞克人。弗拉特斯二世率軍親征時陣亡，羅馬史學家查士丁認為他的繼承者阿爾達班一世（前128年－前124年在位）在東面與遊牧民族的戰爭裡也面對著相同的命運，他被吐火羅人所殺，比瓦爾認為查士丁將吐火羅人和塞克人混為一談。後來米特里達梯二世（前124－前90年在位）將被塞克人侵佔的土地收復。

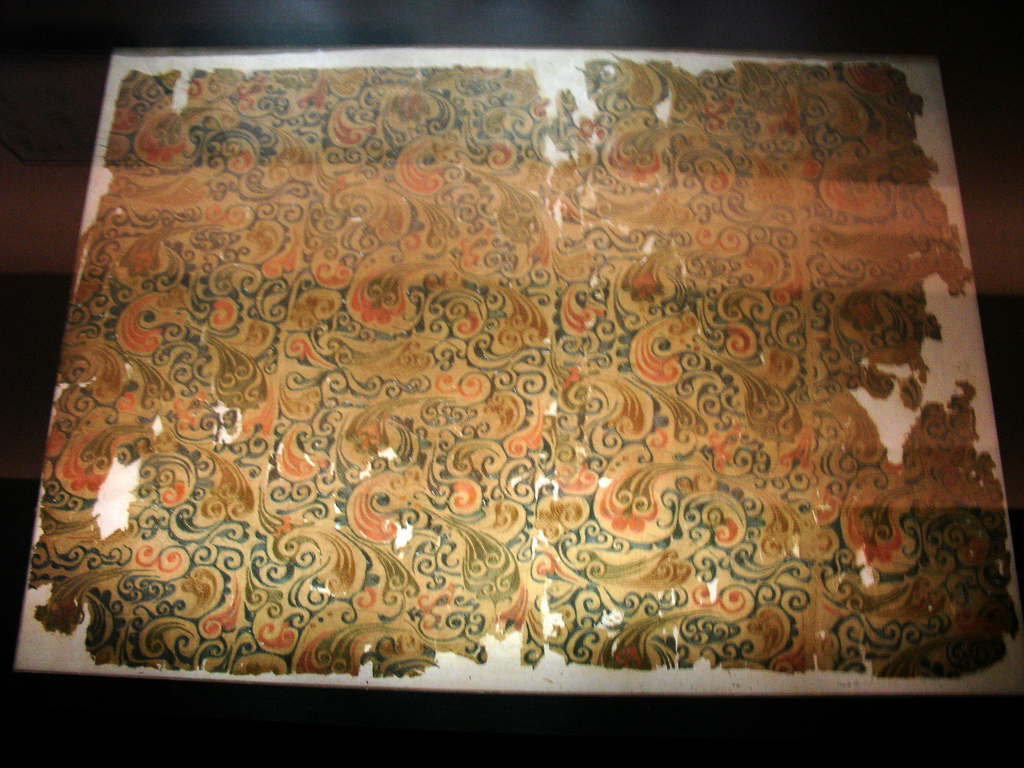
馬王堆漢墓裡發現的中國丝绸來自前2世紀的西汉。安息人在丝绸之路西段進行貿易，中國絲綢是最昂貴的貿易品。

塞琉古帝國棄守美索不達米亞，安息帝國命令駐守在巴比倫尼亞的希墨羅斯進攻由許斯鮑希尼斯（Hyspaosines）統治的查拉塞尼王國，希墨羅斯戰敗，巴比倫尼亞在前127年反遭許斯鮑希尼斯入侵，塞琉西亞被攻陷。前122年，米特里達梯二世迫使許斯鮑希尼斯撤退巴比倫尼亞，查拉塞尼王國成為安息帝國的附庸國。前113年，米特里達梯二世進一步向西擴張，攻佔杜拉-歐羅普斯，並捲入了與亞美尼亞王國的戰爭。米特里達梯二世的軍隊在前97年擊敗亞美尼亞王國，廢黜了亞美尼亞王國國王阿爾塔瓦斯德斯一世，並將他的兒子提格蘭作為人質帶走，他在後來成為提格兰二世。
控制當今阿富汗、巴基斯坦及印度北部的印度-帕提亞王國在前1世紀與安息帝國建立同盟關係。比瓦爾認為這兩個國家在政治上互相視為平等。希臘哲學家阿波羅尼厄斯在42年拜訪安息帝國的瓦爾達內斯一世（40年－47年在位），瓦爾達內斯一世派出車隊護送他到印度-帕提亞王國。阿波羅尼厄斯抵達印度-帕提亞王國首都塔克西拉，車隊領袖將瓦爾達內斯一世可能以安息語所寫的信函內容傳達給印度的官員，阿波羅尼厄斯得以獲上賓招待。
繼中國汉武帝（前141年－前87年在位）在前138年—前129年派遣張騫出使中亞後，漢朝再在前121年遣使张骞拜訪米特里達梯二世。漢朝使者與安息帝國通過中亚的丝绸之路建立了正式的貿易關係，但兩者沒有訂立軍事同盟對抗匈奴帝国。安息帝國向進行絲綢貿易的过境歐亞商旅抽稅而致富，絲綢是羅馬人入口的商品當中最昂貴的產品。從中國入口的珍珠也是高價的商品，中國人則購買安息帝國的香料、香水及水果。安息帝國以奇特的動物當作禮物送給漢朝宮廷，帕科羅斯二世在87年將獅子和瞪羚送給汉章帝（75年－88年在位）。除了絲綢之外，羅馬商人購買印度的鐵、香料及皮毛，穿越安息帝國的商旅將西亞及羅馬的貴重玻璃器皿帶到中國。

### 羅馬與亞美尼亞
印度北部的月氏貴霜帝國保障了安息帝國東部的安全，因此安息帝國自前1世紀中開始致力於對抗羅馬，拱衛西部領土的安全。米特里達梯二世征服了亞美尼亞的一年後，來自奇里乞亚的羅馬资深执政官盧基烏斯·科爾內利烏斯·蘇拉與安息帝國使節歐洛巴佐（Orobazus）於幼发拉底河會晤，雙方同意以幼發拉底河為羅馬與安息的國界，但是作者羅絲·瑪麗·謝爾登認為蘇拉的權力只局限於將談判條件傳達給羅馬當局。
在達成了協議後，安息帝國仍發兵敘利亞，討伐部落領袖勞迪絲及其塞琉古盟友安條克十世（前95年－前92年在位），安條克十世戰死。末代塞琉古帝國皇帝之一的德米特里三世（Demetrius III）派遣軍隊圍攻庇哩亞（今阿勒颇），安息帝國派出援軍馳援，結果德米特里三世被擊敗。

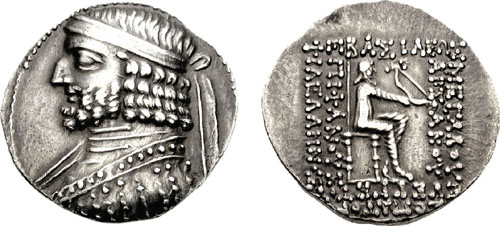
奧羅德斯一世的德拉克馬。

繼米特里達梯二世之後，戈塔爾澤斯一世及奧羅德斯一世分別管治巴比倫尼亞及帕提亞，這種分離的君主體制削弱了安息帝國，使亞美尼亞的提格蘭二世吞併了美索不達米亞西部，這個地區在薩納特魯斯統治時期才得以收復。第三次米特拉達梯戰爭爆發後，提格蘭二世的盟友本都王國國王米特里達梯六世請求安息帝國支援以對抗羅馬人，薩納特魯斯拒絕了他。羅馬軍官盧庫盧斯在前69年進攻亞美尼亞首都提格雷諾塞塔（Tigranocerta），米特里達梯六世及提格蘭二世向安息帝國弗拉特斯三世（前71年－前58年在位）求援，弗拉特斯三世同樣不予理會。提格雷諾塞塔陷落後，弗拉特斯三世與盧庫盧斯重申幼發拉底河是兩國的國界。
弗拉特斯三世被兒子奧羅德斯二世和米特里達梯四世暗殺，奧羅德斯二世轉而對付米特里達梯三世，米特里達梯三世由米底亞逃亡到羅馬控制的敘利亞，羅馬的敘利亞總督奧盧斯·加比尼烏斯率軍抵達幼發拉底河支援米特里達梯三世，但他在不久後便掉頭援助托勒密十二世（前53年－前34年在位）敉平埃及的動亂。米特里達梯三世失去了羅馬的幫助仍能征服巴比倫尼亞，並在塞琉西亞鑄造硬幣。前54年，奧羅德斯二世部下的將軍蘇雷納收復塞琉西亞，將米特里達梯三世處死。
前三頭同盟之一的克拉苏後來成為了敘利亞總督，他在前53年入侵帕提亞，為米特里達梯三世提供遲來的支援。正當他的軍隊抵達卡雷（今土耳其東南的哈蘭）的時候，奧羅德斯二世卻入侵亞美尼亞，阻止羅馬的盟友阿尔塔瓦兹德二世響應。奧羅德斯二世說服阿爾塔瓦茲德二世達成聯姻，奧羅德斯二世的兒子帕科羅斯一世迎娶了阿爾塔瓦茲德二世的姐妹。
蘇雷納率領騎兵迎擊克拉蘇，蘇雷納的軍隊以1,000名長矛騎兵、9,000名弓騎兵組成，他們在數量上不及四倍於他們的羅馬軍隊，克拉蘇率領的軍隊由七個罗马军团及包括高盧人和輕騎兵的預備軍組成。蘇雷納軍中的1,000頭駱駝帶備輜重，為安息弓騎兵提供大量箭矢，他們採用「安息回馬箭」戰術，騎兵佯裝撤退，然後回身射擊敵人。這個戰術配合使用複合弓重創了克拉蘇的騎兵，20,000名羅馬戰士陣亡，約10,000人被俘，另外10,000人向西逃走，克拉蘇逃到亞美尼亞郊外。蘇雷納向克拉蘇提出進行談判，克拉蘇接受了這個提議，當他來到蘇雷納的軍營時，他部下一名初級軍官懷疑有詐，並與安息人爆發衝突，克拉蘇被殺。
卡雷戰役的失敗是羅馬史上最嚴重的一次軍事失利，相反安息帝國的勝利刻畫出他們是羅馬難以應付的對手。蘇雷納在戰後帶同軍隊、戰俘及戰利品越過700公里抵達塞琉西亞舉行慶典。不久後，奧羅德斯二世猜忌蘇雷納對王位的野心，於是將他處死。

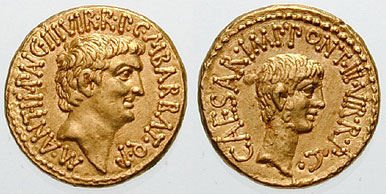
為了紀念由屋大維、安東尼及雷必達在前43年組成後三頭同盟而在前41年發行的古羅馬奧里斯，刻有马克·安东尼（左）及屋大维（右）的肖像。

受到戰勝克拉蘇的刺激，安息人試圖征服羅馬控制的西亚地區，儲君帕科羅斯一世及其軍官奧薩凱在前51年突襲敘利亞及安條克，但他們最終被盖乌斯·卡西乌斯·朗基努斯擊退，奧薩凱被伏兵所殺。羅馬執政官庞培與凱撒為了爭奪權力而爆發战争，安息人支持龐培，甚至派遣軍隊參加前42年的腓立比戰役。前40年，效忠凱撒和布魯圖的將軍昆圖斯·拉賓努斯（Quintus Labienus）與安息帝國一起對抗後三頭同盟，帕科羅斯一世在翌年與他一起征戰敘利亞。由於安東尼前往亚平宁半岛召集軍隊對抗政敵屋大维，並在布林迪西進行談判，故他未能領導軍隊抵抗安息人的入侵。帕科羅斯一世攻佔敘利亞後，拉賓努斯分兵入侵安那托利亞，而帕科羅斯一世及其將軍拜爾宰法厄尼斯（Barzapharnes）入侵黎凡特。他們征服了地中海沿岸的所有據點，南抵普托利邁伊斯（今以色列阿卡），孤立了泰尔。支持羅馬的猶太大祭司海卡努斯二世、法撤爾（Phasael）及大希律王在猶太山地被安息人及他們的盟友、安提柯二世擊敗，大希律王逃到马萨达，安提哥那二世成為了猶大山地的統治者。
安東尼旗下的將軍普布利烏斯·文提第烏斯·巴蘇斯（Publius Ventidius Bassus）發動的反擊將安息人逐出黎凡特，他在前39年的乞里乞亞門戰役（於今土耳其梅爾辛省）生擒及處死了拉賓努斯。不久後，將軍法爾那帕特領導的安息軍隊在阿馬努斯山口戰役被巴蘇斯擊敗，使帕科羅斯一世撤回敘利亞。前38年，安息帝國再度入侵敘利亞，帕科羅斯一世率軍在安條克東南的金達魯斯山戰役對抗巴蘇斯，帕科羅斯一世陣亡，安息軍隊撤回到幼發拉底河的另一面。帕科羅斯一世之死令安息帝國失去了儲君，奧羅德斯二世另立弗拉特斯四世（前37年－前2年在位）為他的繼承人。

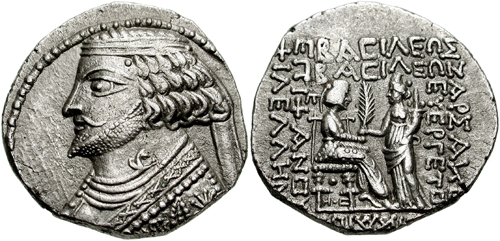
弗拉特斯四世的德拉克馬。

為了剷除異己，弗拉特斯四世登基後殺害及流放他的親兄弟，他的其中一名親兄弟莫納伊西斯投靠安東尼，並說服他入侵帕提亞。安東尼在前37年擊敗了安息帝國的盟友安提哥那二世，安插大希律王作為當地的代理君王。翌年，安東尼大軍掩至埃爾祖魯姆，亞美尼亞的阿爾塔瓦茲德二世再次改變陣營，他派遣了軍隊支援安東尼，安東尼隨後入侵安息帝國盟友阿爾塔瓦茲德一世管治的阿特羅帕特尼（今阿塞拜疆），試圖攻陷都城帕拉亞斯帕，帕拉亞斯帕的實際地理位置仍未能確認。不過，弗拉特斯四世伏擊安東尼的後軍，催毀了意圖用在進攻帕拉亞斯帕的巨型攻城鎚，阿爾塔瓦茲德二世也脫離了安東尼的大軍。安息人乘勝將安東尼追趕到亞美尼亞，大勢已去的安東尼軍隊最終抵達敘利亞。安東尼假意提出與阿爾塔瓦茲德二世聯姻，阿爾塔瓦茲德二世落入了他的陷阱而被擒，阿爾塔瓦茲德二世被送到羅馬處死。阿爾塔瓦茲德一世與弗拉特斯四世的關係轉差，安東尼試圖與阿爾塔瓦茲德一世結盟，但是安東尼在前33年撤離亞美尼亞，這個計劃也因此而流產。安東尼離開了亞美尼亞，使安息帝國盟友阿爾塔夏二世（Artaxias II）登上亞美尼亞的王位。

### 與羅馬的和談、宮廷陰謀及與中國將軍的接觸
安東尼在前31年的亞克興角戰役戰敗，屋大維得以鞏固他的政治力量，並在前27年被元老院取名為奧古斯都，成為第一位羅馬皇帝。大約在同一時期，安息帝國的提里德特斯二世（Tiridates II）推翻了弗拉特斯四世，但是弗拉特斯四世在斯基泰遊牧民族的協助下重新獲得統治地位，提里德特斯二世挾持著弗拉特斯四世其中一名兒子逃到羅馬人控制的地區。雙方在前20年展開談判，弗拉特斯四世為了爭取對方釋放他的兒子而將在卡雷戰役奪得的鷹標及還倖存的戰俘歸還給羅馬，安息人認為他們付出了很少的代價換取王子的歸來，而奧古斯都則認為鷹標的重返是政治上的勝利。羅馬方面為了紀念鷹標的歸來而鑄造硬幣，並興建新的廣場來擺放鷹標，甚至在第一門的奧古斯都像上的護胸甲上刻畫了鷹標回歸的情景。

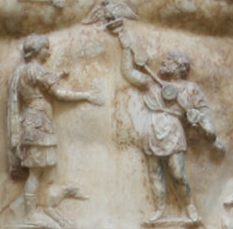
第一門的奧古斯都像護胸甲的近照，可見一名安息人將克拉苏在卡雷戰役遺失的鷹標歸還給奧古斯都。

奧古斯都除了歸還了王子之外，還向弗拉特斯四世贈送了一名亚平宁半岛女奴，那位女奴在後來成為了穆薩皇后。為了確保她的兒子弗拉塔西斯能夠順利繼位，穆薩說服了弗拉特斯四世將其他王子送到奧古斯都那裡當作人質，奧古斯都又以此來宣揚安息帝國向羅馬俯首，並將此列作奧古斯都神的功業的重大成就之一。弗拉塔西斯繼位為弗拉特斯五世，穆薩嫁給了自己的兒子，並與他一起分享統治權力。安息貴族反對這種亂倫的關係，同時也反對由外族血統來繼承安息王位，於是將他們流放到羅馬控制的地區。弗拉特斯五世的繼承人奧羅德斯三世只在位了兩年，繼其位的沃諾奈斯一世是早前被送到羅馬當作人質的王子之一，波斯貴族不滿沃諾尼斯一世同情羅馬人，於是轉而支持阿爾達班二世（约公元10年－38年在位），阿爾達班二世將沃諾奈斯一世擊敗并流放到羅馬控制的敘利亞。在其统治时期，1年的安息王朝人口达到830万人。
在阿爾達班二世統治時期，來自尼哈迪亞（今伊拉克费卢杰）的猶太兄弟安尼萊和阿辛納伊動亂反抗安息帝國的巴比倫尼亞總督。兩人擊敗了巴比倫尼亞總督，阿爾達班二世為免引發更多的叛亂，於是准許兩人管治那個地區。安尼萊的妻子是安息人，她擔憂阿辛納伊會因丈夫安尼莱娶了一位非猶太人而對他不利，故把他毒殺。安尼萊後來捲入了與阿爾達班二世女婿的武裝衝突，安尼萊被擊敗。除去了兩名猶太人之後，巴比倫尼亞的居民開始騷擾當地的猶太人，迫使他們移居到塞琉西亞。35至36年，塞琉西亞發生了反對安息帝國的動亂，猶太人再被當地的希臘人及阿拉米人驅趕，他們遂逃到泰西封、尼哈迪亞及尼西比斯。

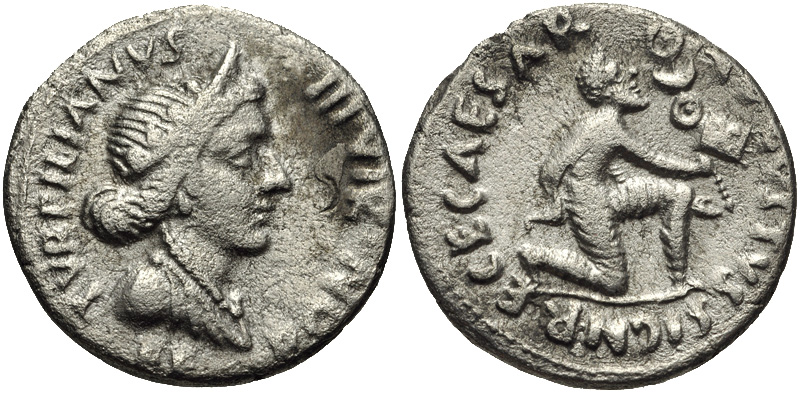
前19年屋大维統治時期鑄造的迪納厄斯，正面刻有女神費羅尼亞，反面則顯示一位安息男子跪下獻上在卡雷戰役奪得的軍標。

雖然羅馬已經與安息帝國達成和議，但兩國仍在暗中較勁。羅馬皇帝提庇留（14年－37年在位）牽涉伊比利亞王國法拉斯馬尼斯一世的陰謀，他意圖暗殺安息帝國的盟友、亞美尼亞國王阿薩息斯，使他的兄弟米特里達梯可以登上亞美尼亞的王位，阿爾達班二世未能恢復對亞美尼亞的控制權，激使了一場宮廷政變迫使他逃到錫西厄（Scythia）。羅馬人釋放了一位安息王子梯里達底三世，讓他以羅馬盟友的身分登上安息帝國王位。在梯里達底三世逝世之前，阿爾達班二世利用希爾卡尼亞的軍隊迫使梯里達底三世讓出王位。阿爾達班二世在38年逝世，合法繼承人瓦爾達內斯一世與他的兄弟戈塔爾澤斯二世爆發了漫長的內戰。瓦爾達內斯一世在一次狩獵當中被暗殺，安息貴族要求羅馬釋放質子米赫爾戴特斯以對抗戈塔爾澤斯二世。埃澤薩總督和阿迪亞波納的統治者埃沙德斯·巴爾·蒙羅巴斯（Izates bar Monobaz）背叛了米赫爾戴特斯，並把他送到戈塔爾澤斯二世面前發落，戈塔爾澤斯二世免他一死，但割下他的雙耳，使他不能繼承王位。
中國西域都護班超派遣密使甘英出使羅馬帝國，甘英路經赫卡通皮洛斯的時候拜見了帕科羅斯二世（Pacorus II），接著西行至波斯湾，當地的安息官員告訴他唯一到達羅馬帝國的方法只有海路，而阿拉伯半岛附近的海路艱苦難行，甘英於是打消了前往羅馬帝國的念頭，他返回漢廷向汉和帝轉述安息當地人對羅馬的敘述。學者威廉·沃森猜測安息人不希望漢朝可以與羅馬帝國建立外交關係，特別是班超在塔里木盆地的漢匈戰爭裡擊敗了匈奴之後。不過，中國方面記載了在延熹九年（歲次丙午，166年），有羅馬使節（或許只是羅馬商人）抵達漢朝首都洛陽，當時的羅馬是由馬爾庫斯·奧列里烏斯（161年－180年在位）執政，而漢朝的帝王是汉桓帝（146年－168年在位）。

### 戰爭再起與衰退

58年至63年羅馬－安息戰爭首兩年軍隊在亞美尼亞王國的動向，地圖列明羅馬對亞美尼亞的侵攻及格內斯·多米特斯·科布洛（Gnaeus Domitius Corbulo）攻陷亞美尼亞的詳細情況。

伊比利亞王國的法拉斯馬尼斯一世令他的兒子拉達米斯特市（Rhadamistus）入侵亞美尼亞並罷黜了羅馬的代理君王米特里達梯之後，安息帝國的沃洛吉斯一世（51年－77年在位）計劃扶植梯里達底一世登上亞美尼亞王位。拉達米斯特市最終被奪去權力，安息帝國透過梯里達底一世來掌握亞美尼亞的控制權，最終建立了亞美尼亞阿薩息斯王朝，在安息帝國滅亡後，阿薩息斯的血統仍可在亞美尼亞的帝王之中傳承下去。
55年，安息帝國的瓦爾達內斯二世動亂反抗他的父親沃洛吉斯一世，沃洛吉斯一世從亞美尼亞撤回軍隊，羅馬試圖迅速填補留下來的政權真空。在58年至63年羅馬－安息戰爭裡，羅馬將軍格內斯·多米特斯·科布洛在抗衡安息人上取得了一些勝利，又安插提格蘭六世（Tigranes VI）作為代理君王。不過，替代科布洛作戰的盧修斯·凱森尼烏斯·派圖斯（Lucius Caesennius Paetus）被安息帝國徹底擊敗，他敗逃到亞美尼亞。在達成了和議後，梯里達底一世在63年到訪那不勒斯和羅馬，當時的羅馬帝國皇帝尼禄（54年－68年在位）將皇冕戴在他的頭上，為他加冕為亞美尼亞王國國王。
此後，安息帝國與羅馬帝國之間保持著一段較長的和平關係，只有羅馬史學家記載過奄蔡在72年侵犯安息帝國東部。鑑於奧古斯都和尼祿在對抗安息帝國時採取了較謹慎的軍事政策，後來的羅馬皇帝卻大舉入侵安息帝國，沿底格里斯河和幼發拉底河試圖征服安息帝國的要地新月沃土東部，侵略行為的加劇可以說是羅馬軍事改革的結果。為了應付安息帝國精銳的投射部隊和騎兵，羅馬人首先借助了盟友納巴泰人的幫助，後來又建立了建制的輔助部隊以輔助羅馬的重裝步兵團，他們在東部部署了大量弓騎兵及重裝騎兵。由於羅馬人沒有制定出可供識別的大戰略，這些侵略沒能幫助他們佔領了大量土地。這些戰爭的主要動機只是要爭取個人榮譽，君王也試圖透過戰爭來穩固他們的權力，並維護羅馬的尊嚴，因為安息人一直干預著羅馬的附庸國。
在100年的阿萨息斯王朝人口达到840万人。

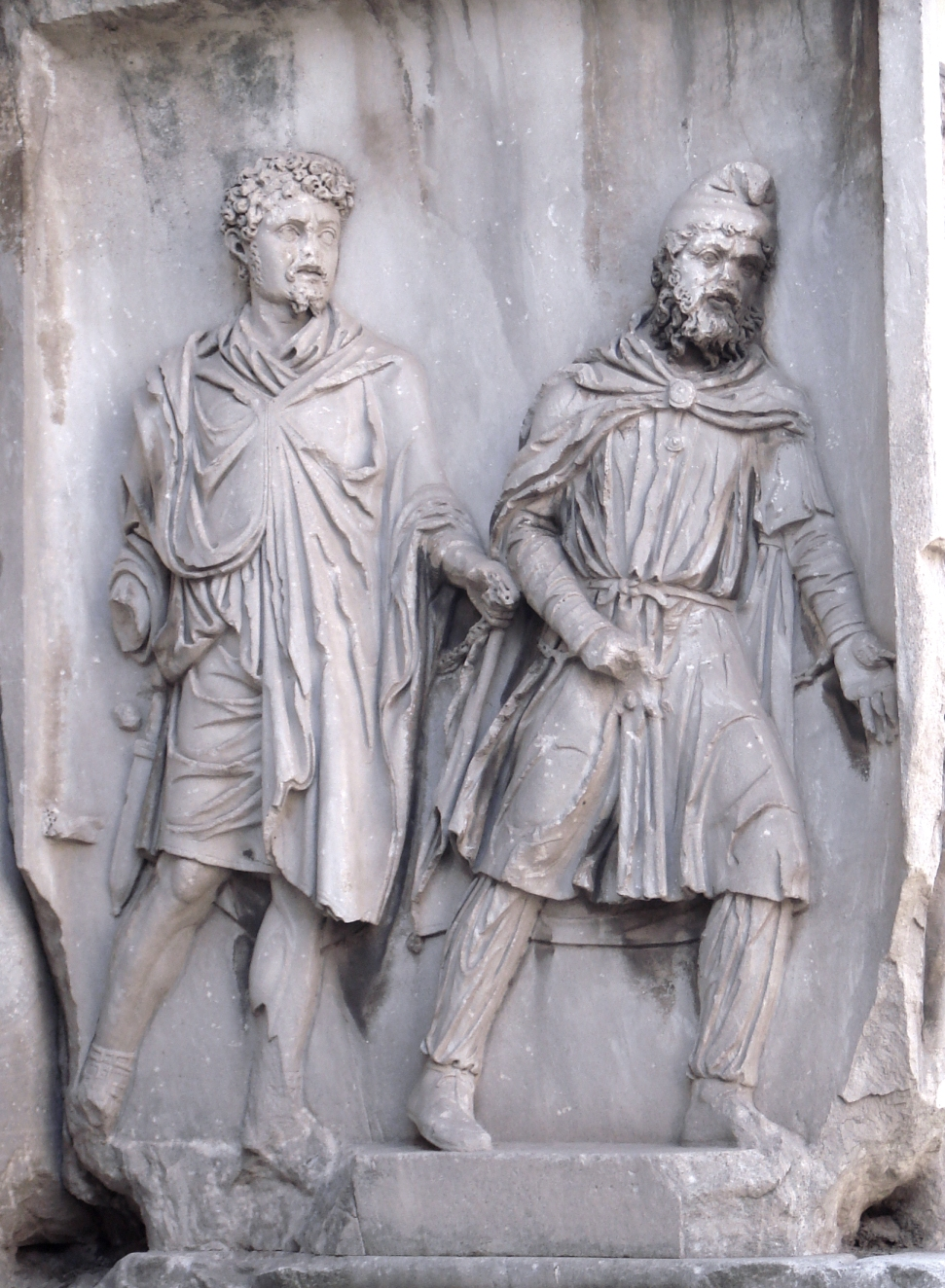
建於203年的塞維魯凱旋門，一位安息士兵（右）頭戴弗里吉亞無邊便帽，他被描寫為一位戰俘，被一名羅馬人（左）用鎖鏈牽著。

安息帝國的奧斯羅埃斯一世（Osroes I，109年－128年在位）在沒有跟羅馬帝國磋商的情況下罷黜了亞美尼亞國王梯里達底一世，以帕科羅斯二世的兒子阿西達里斯取代了他的位置，使安息帝國與羅馬帝國再度開戰。羅馬皇帝圖拉真（98年－117年在位）在114年殺害了安息帝國屬意的亞美尼亞國王繼承人帕塔馬西里斯，並將亞美尼亞變成羅馬的一個行省。羅馬將軍盧修斯·庫頁圖斯（Lusius Quietus）攻佔了尼西比斯，保障了美索不達米亞平原北部主要路線的通行。翌年，奧斯羅埃斯一世在東部與沃洛吉斯三世爆發內戰，使圖拉真在入侵美索不達米亞的時候只有阿迪亞波納的梅赫拉帕斯（Meharaspes）進行抵抗。圖拉真在115年至116年的冬季駐軍於安條克，靜待春季再度開戰，他沿幼發拉底河攻陷杜拉-歐羅普斯、泰西封、塞琉西亞，甚至還征服了查拉塞尼王國，他在查拉塞尼還看到有船隻離開波斯灣開赴印度的景況。
公元116年下半年，圖拉真攻陷蘇薩，安息帝國的西那特魯息斯二世（Sanatruces II）在東部召集軍隊備戰，他的遠親帕爾塔馬斯帕提斯（Parthamaspates）卻殺害了他，圖拉真為帕爾塔馬斯帕提斯加冕為安息國王。同一時間，這是羅馬史上向東擴張至最遠的時刻。
當圖拉真轉向北面的時候，巴比倫尼亞各個村落卻群起反抗羅馬駐軍，圖拉真被迫在117年撤退，他又親自指揮了圍攻哈特拉的行動。圖拉真把這次撤退視為暫時性，他計劃在118年再度入侵安息帝國，「使安息帝國臣服的冀望變為事實」，但圖拉真在117年8月的突然逝世使他的計劃無法實現。
在圖拉真征討安息帝國期間，他被元老院授予「帕提亞征服者」的稱號，一些顯示征服波斯的硬幣也被鑄造出來。四世紀史學家歐特羅庇厄斯和費斯圖斯（Festus）稱圖拉真試圖在美索不達米亞南部建立一個行省。
由於羅馬帝國的軍事資源變得短缺，繼承圖拉真的羅馬皇帝哈德良（117－138年在位）不再入侵美索不達米亞，他重申安息帝國與羅馬帝國以幼發拉底河為邊界。受到安息人反抗的帕爾塔馬斯帕提斯被迫逃亡，羅馬人策封他為奧斯若恩國王。奧斯羅埃斯一世在與沃洛吉斯三世鬥爭期間逝世，及後由沃洛吉斯四世繼位，他的統治時期相對較和平和穩定。不過，他後來入侵亚美尼亞和敘利亞，重奪埃澤薩，使161年至166年羅馬－安息戰爭爆發。羅馬皇帝馬爾庫斯·奧列里烏斯令他的共同統治者維魯斯守衛敘利亞，另一方面使將軍馬庫斯·斯塔提烏斯·普里斯庫斯（Marcus Statius Priscus）在163年入侵亞美尼亞，另一位羅馬將軍阿維狄烏斯·卡修斯則在164年入侵美索不達米亞。

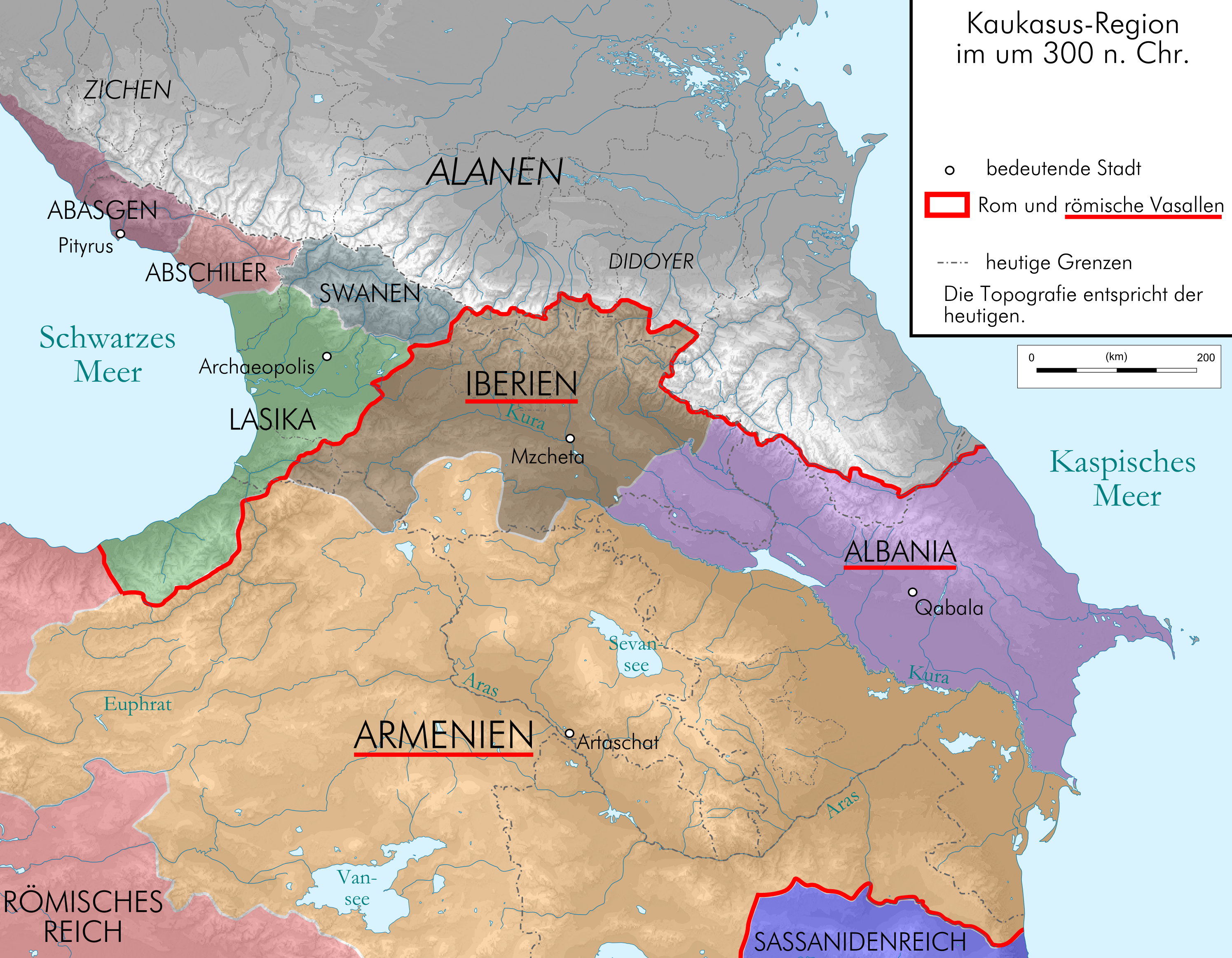
公元300年羅馬及其附庸國亞美尼亞的形勢。

羅馬人攻陷了塞琉西亞和泰西封，並把這兩座城市焚毀，一些羅馬士兵在這個時候染上疫病（可能是天花），羅馬軍隊只好撤退，及後這種瘟疫在羅馬帝國大為流行，史称安东尼大瘟疫；羅馬軍隊在撤退後仍控制著杜拉-歐羅普斯。
197年，羅馬皇帝塞普蒂米烏斯·塞維魯（193年—211年在位）入侵沃洛吉斯五世（191年—208年在位）統治的美索不達米亞，羅馬人再次沿幼發拉底河攻佔塞琉西亞和泰西封，塞維魯在得到「最偉大的帕提亞征服者」的稱號後便在198年末回師，他就像圖拉真一樣未能攻陷哈特拉。
沃洛吉斯六世（208年—222年在位）登上王位不久後的212年，他的弟弟阿爾達班四世發動叛亂，並佔據了帝國大部分的領土。同時，羅馬皇帝卡拉卡拉（211－217年在位）罷黜了奧斯若恩和亞美尼亞國王，在這兩個地區建立行省，他又以能迎娶阿爾達班四世的女兒為藉口，起兵攻打美索不達米亞，征服了底格里斯河以東的艾比爾。

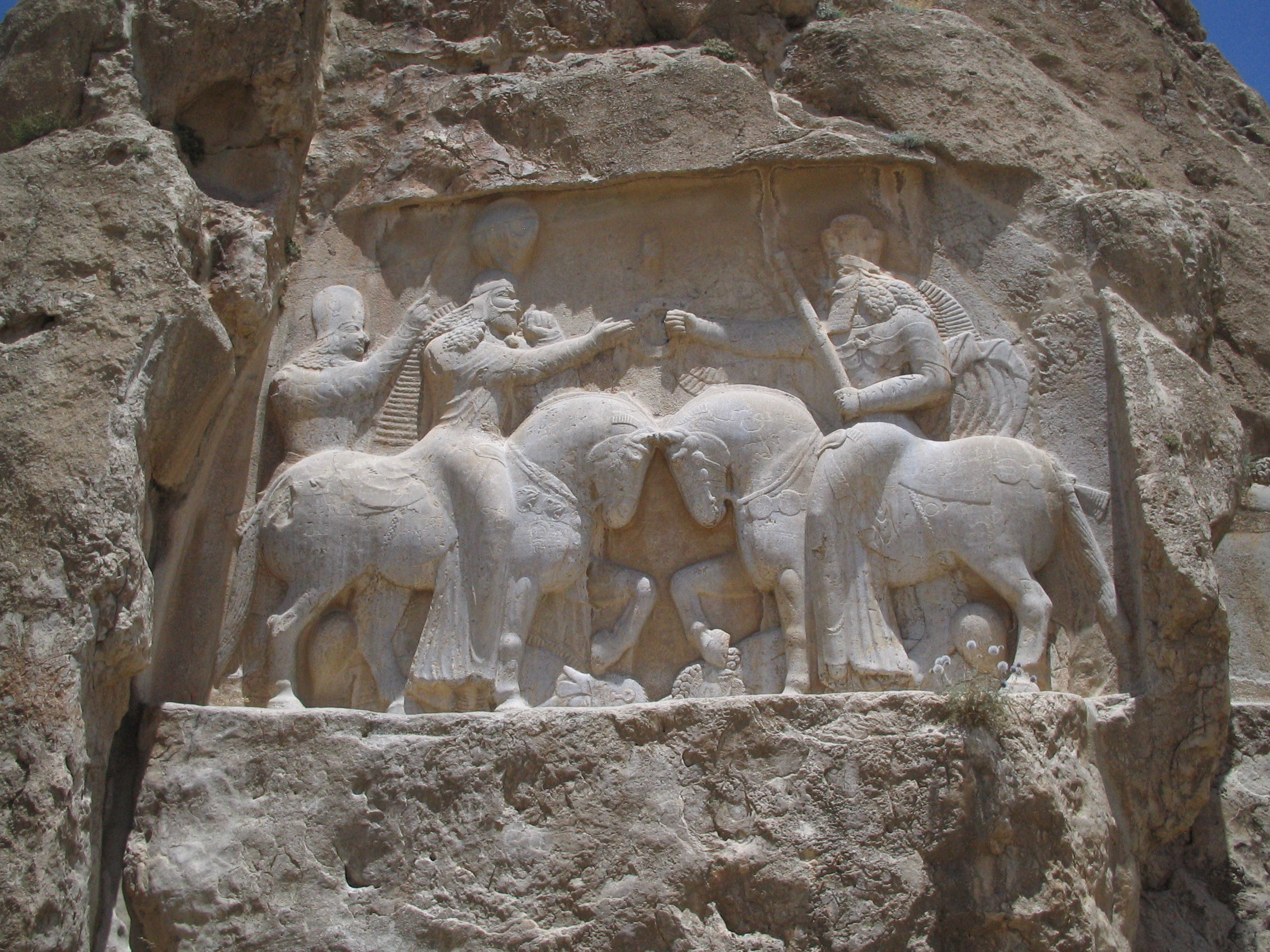
位於洛斯達姆的薩珊王朝雕刻，顯示阿尔达希尔一世接受授權。

卡拉卡拉在領軍開赴卡雷途中遭部下剌殺，安息人與新任的羅馬皇帝马克里努斯達成共識，羅馬人向安息帝國支付超過2億迪納厄斯，並額外贈送一些禮品。
不過，內部鬥爭及長期與羅馬的戰事削弱了安息帝國，安息帝國很快便被萨珊王朝取代。波西斯（今伊朗法爾斯省）的統治者阿尔达希尔一世不接受安息帝國的統治，並征服周邊地區。他在224年4月28日於伊斯法罕附近遭遇阿爾達班四世，阿爾達希爾一世擊敗了阿爾達班四世，並建立了薩珊王朝。不過，有證據顯示在228年，沃洛吉斯六世仍在塞琉西亞鑄造硬幣。
薩珊人取代了安息人作為羅馬的敵人，他們在霍斯勞二世（590年－628年在位）統治時期短暫征服了東羅馬帝國的黎凡特、安那托利亞及埃及，嘗試恢復阿契美尼德王朝全盛時期的疆域，但在阿拉伯人大舉進犯之前，這些地區被羅馬最後一任奧古斯都希拉克略重新收复。

### 本地和外來的資料來源
當地和外國的文獻及非文字性質的手工藝品都被用來重塑安息帝國的歷史。雖然安息帝國的宮廷保留著一些文獻，但安息人並沒有正式研究歷史，伊朗最早的通史《眾神之書》（Khwaday-Namag）要到薩珊王朝最後一位君王伊嗣俟三世（632年－651年在位）統治時期才編纂完成。安息帝國的相關文獻幾乎沒有，而關於這個時期的文獻較伊朗其他時期都要少。希臘、安息及亚拉姆的文字都被記載在大部分安息帝國的書面文獻裡。書寫安息語要使用一種獨特的字體，這種字體由阿契美尼德王朝宮廷採用的字體發展而來，後來更發展成巴列維字母。
每位君王發行的合金德拉克马硬幣是最有價值用來重組準確年表的當地資料。據史學家傑奧·維登格倫所說，這些硬幣代表著「非文字性質至文字性質遺產的轉變」。在巴比倫尼亞發現的楔形文字天文寫簡及版本記錄是其他用來重組年表的原始資料，書面上的資料包括有石刻、羊皮紙、紙莎草及陶器碎片。舉例來說，在安息帝國早期的首都、位於土庫曼斯坦的尼薩發現的大量陶器碎片記載了如酒等貨物的銷售和存貨記錄。與在杜拉-歐羅普斯等地發現的羊皮紙一樣，這些資料提供了安息帝國政府行政的訊息，諸如稅務、軍事及地區管理。

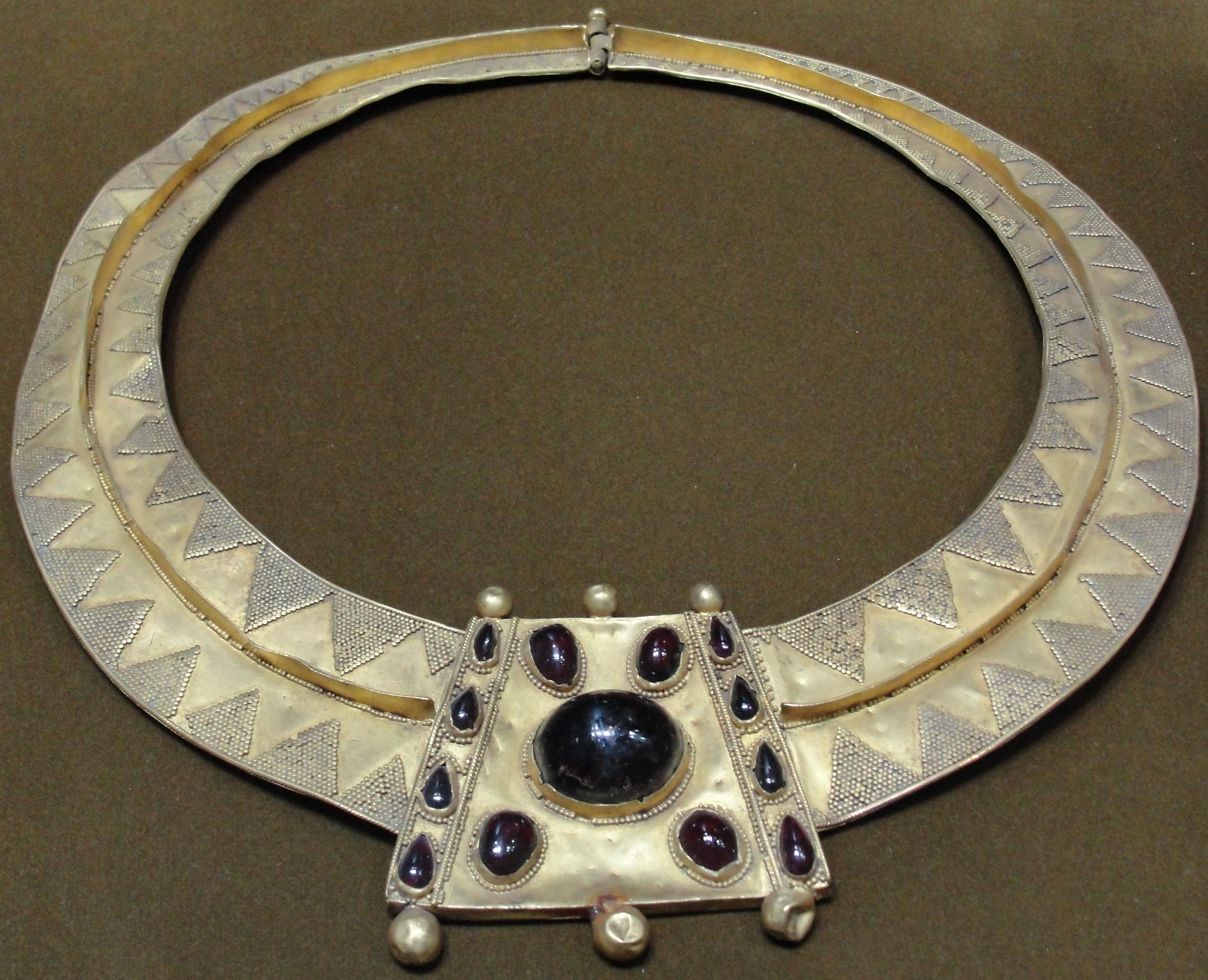
安息金项链，公元2世纪，存于伊朗雷扎阿巴西博物馆。

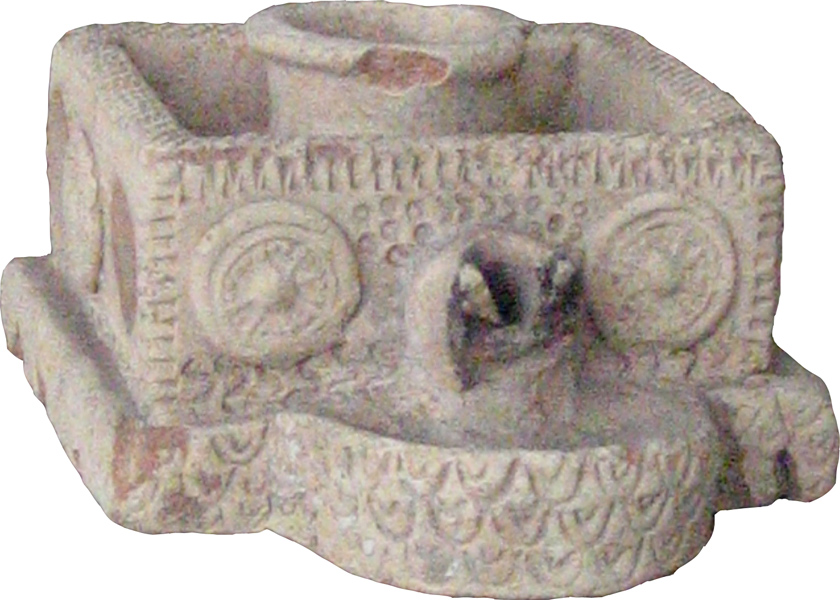
保存在伊朗國家博物館的陶器油灯。

大部分的安息帝國歷史都是經由希臘和拉丁歷史而得知，但由於這些歷史是以敵人和敵國的觀點而撰寫，所以並不是完全可信。這些外來的資料主要關注軍事和政治事件，而忽略文化和社會方面的歷史。羅馬人常常將安息人描述為好勇的戰士，同時又形容他們是文雅之士。羅馬的烹調書籍《阿比鳩斯》（Apicius）收錄了安息人的菜式，對他們的菜餚給予了肯定。阿提米塔的阿波羅多羅斯和阿利安撰寫安息帝國的歷史，他們的著作現已佚失，只在其他史著裡被引用部分內容。生活在奧古斯都統治時期的卡剌克斯的伊西多爾可能根據安息帝國政府的調查而提供了安息各地的相關描述。查士丁、斯特拉波、西西里的狄奧多羅斯、普魯塔克、卡西乌斯·狄奥、阿庇安、弗拉維奧·約瑟夫斯、老普林尼及赫罗狄安的史著都包含安息帝國人物和事件的歷史。
透過中國歷史傳統也可以推斷出安息帝國的歷史。與希臘和羅馬的史著相比，中國史著在描述安息帝國的時候保持較中立的觀點，但中國編年史家從舊作搬字過紙的習慣使建立歷史事件的序列變得困難。中國人所稱呼的「安息」大抵是安息帝國城市梅爾夫的希臘語轉譯，也可能是帝國創建者阿爾沙克的音譯。有記載安息帝國歷史的著作包括司馬遷的《史记》、班超、班固和班昭的《汉书》及范曄的《后汉书》。這些著作提供了遊牧民族遷徙、薩克人入侵安息帝國及具有價值的政治和地理資訊，例如《漢書》第123章敘述米特里達梯二世向汉朝派遣使節和送贈異國事物的情況，贈品包括帕提亞生長的農作物、葡萄酒。《漢書》又描述安息人「在皮革條子上平行書寫」以作記錄，那些皮革條子就是羊皮紙。

## 政府與行政

### 中央權力與半自治君王

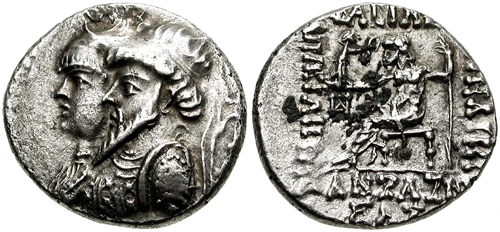
埃利邁斯王國（今胡齊斯坦省）國王卡姆那斯基里斯三世及皇后安薩茲在公元前一世紀發行的硬幣。

與較早期的阿契美尼德王朝比較，安息帝國政府以權力分散見稱。當地的歷史文獻指出中央政府監管地區的形式與塞琉古帝國相似，兩者都對地區官員實施三重劃分，安息帝國將之劃分為馬茲班、薩特拉庇及迪茲帕特，相當於塞琉古帝國的總督、郡级單位。老普林尼在《自然史·第六章》中记载安息帝国有有18个附属王国，其中11个为高地王国、7个为低地王国。包含多個次級的半自治王國，包括高加索伊比利亞王國、亞美尼亞、阿特羅帕特尼王國、戈爾蒂耶尼、阿迪亚波纳、埃澤薩、哈特拉、查拉塞尼王國、埃利邁斯王國及波西斯。這些地區的君王各自管理他們的領土，他們鑄造的硬幣與皇室鑄造的硬幣不同。根據布羅修斯所述，安息帝國的城邦與阿契美尼德王朝相似，地處偏遠的總督享有自治地位，但他們「承認安息帝王的主權，並向中央繳納貢金及提供軍事援助」。不過，安息帝國時期的總督所管轄的地區較少，其聲望和影響力都不如阿契美尼德王朝的總督，而在塞琉古帝國時期的半自治地區或王朝違抗中央政府已成司空見慣，這種情形在安息帝國晚期也時有發生。

### 貴族

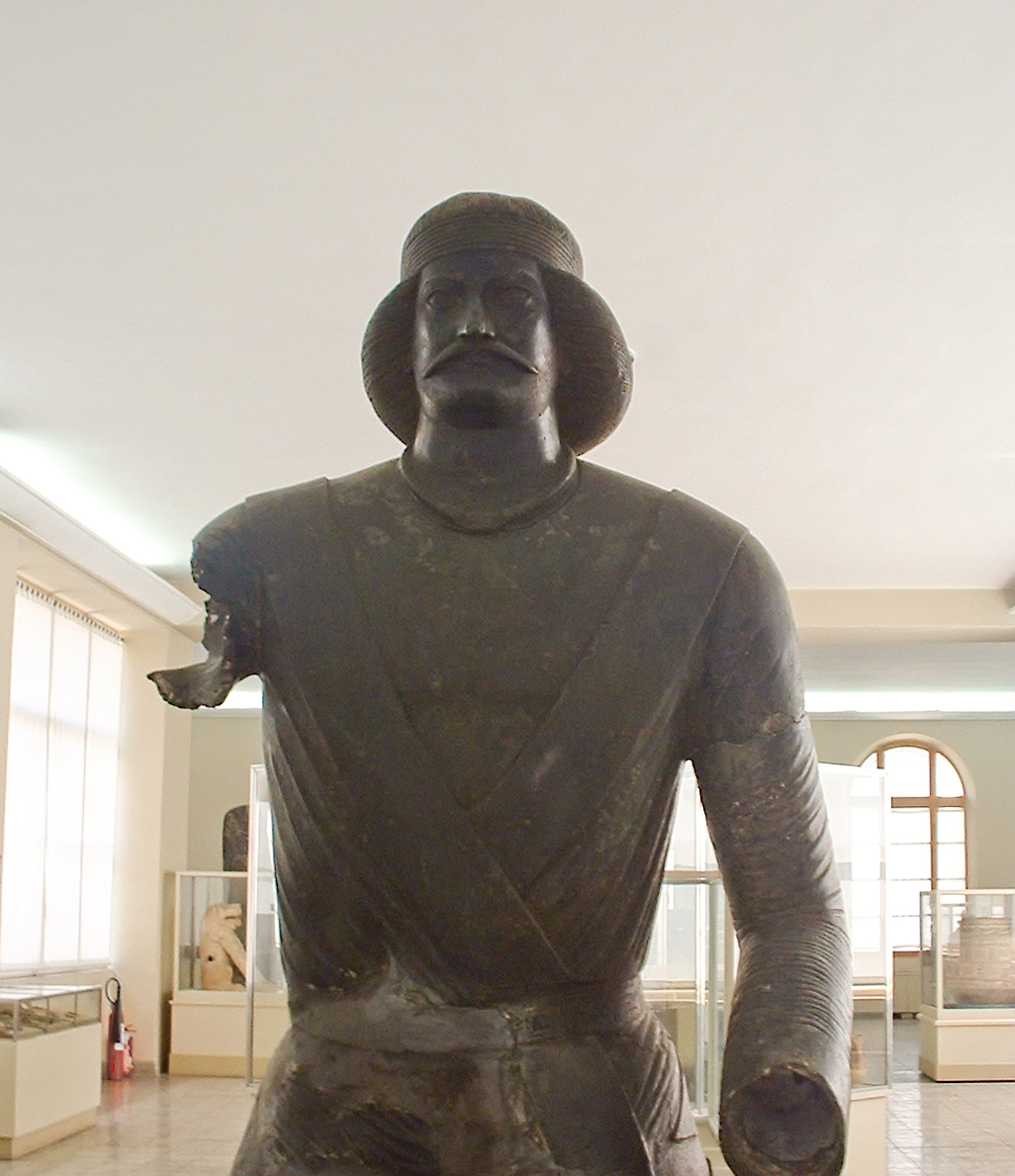
埃利邁斯王國聖殿的銅像，銅像可能是用以表現蘇雷納。現藏於伊朗國家博物館。

安息帝國政府由萬王之王（安息君王）領導，萬王之王維持多配偶制，長子通常會成為繼承人。安息帝國的君王會迎娶他們的姪女，甚至是同父異母或同母異父姐妹，這一點與埃及的托勒密王國相似。穆薩皇后下嫁自己的兒子是一個比較極端的例子。布羅修斯節錄了一封阿爾達班二世在公元21年寫於希臘的信件，收件人是蘇薩的管治者，信件中提及到護衛、司庫等具體的官職，也證明「君王可以以個人的名義干預地區的裁決及高官的任命，並可以檢視個案。如果他認為這是恰當，他可以更改地方作出的裁決」。
薩珊王朝第一位君王阿爾達希爾一世統治時採用的貴族世襲職銜在很大程度上反映安息帝國時期已採用這些職銜。安息貴族區分為三等，最高級的貴族是各地的君王，地位僅次於安息君王。第二等貴族是萬王之王的姻親，而最低等的貴族是地區部落的首領。
到公元一世紀，安息貴族對於王位繼承和廢黜的事務上發揮更大的權力和影響力，當中一些貴族作為君王的顧問和祭司。在薩珊王朝初期的各個安息貴族部落當中，只有兩個家族被明確地記載在安息的文獻裡，他們是蘇倫家族和克倫家族。史學家普盧塔克稱每當新王加冕之時，蘇倫家族的成員被賦予特權為新王加冕。

### 軍事

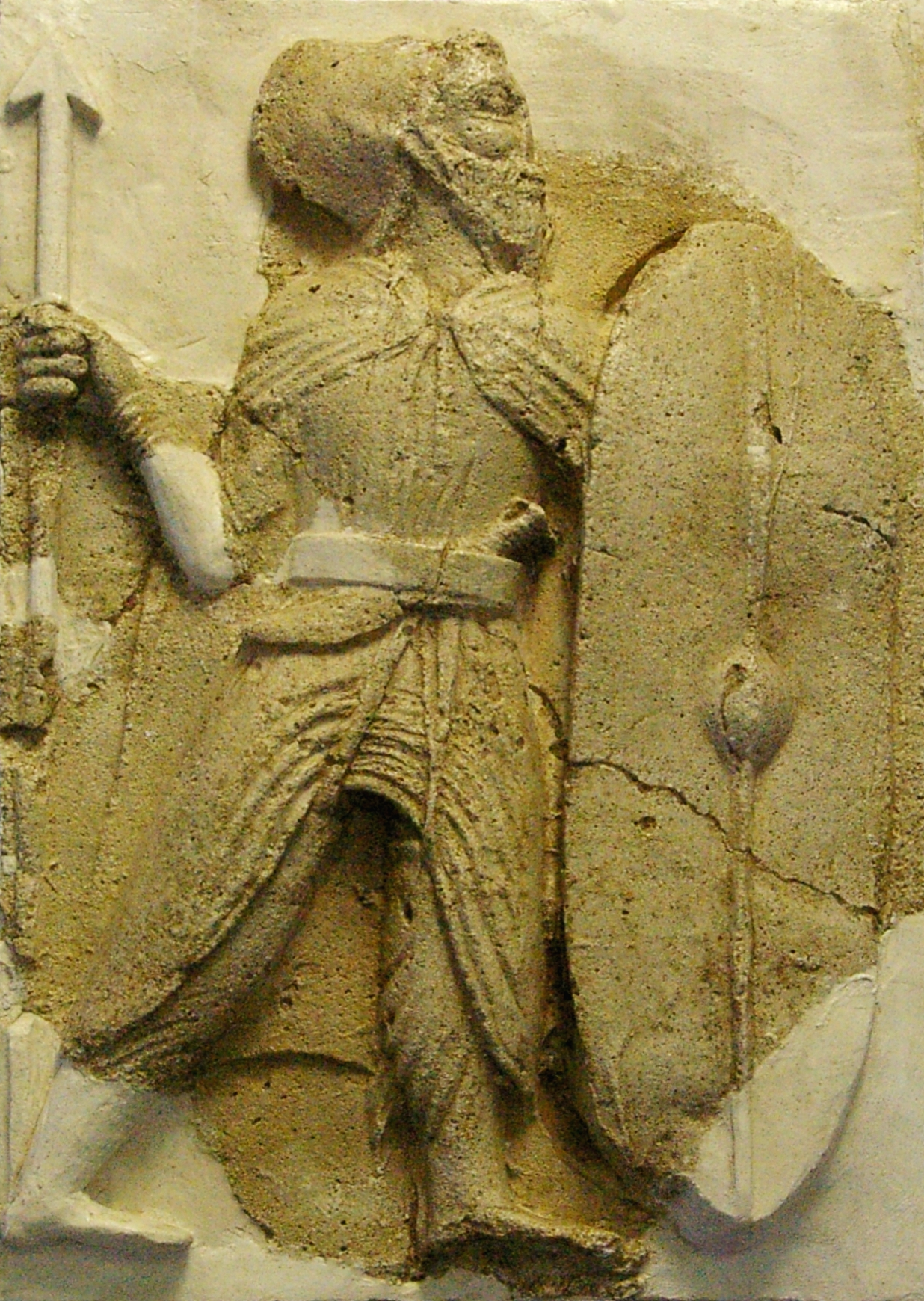
位於伊朗東阿塞拜疆省查哈克城堡牆身上安息帝國時期的灰泥浮雕，顯示一名步兵。

安息帝國沒有常備軍，但帝國在面對地區性的危機時可以快速召集兵力。君王個人擁有一支由貴族、農奴及僱傭兵組成的常備衛隊，但其規模不大，駐軍也是常駐在邊境的要塞裡。一些安息銘文顯示這些駐軍的指揮官被授予軍銜。軍隊也被用作表示外交姿態，例如《史記》記載中國使節在公元前二世紀末到訪安息帝國，20000名安息騎兵被派往東面邊境為使節开路，騎兵的數量可能被誇大了。
安息帝國軍隊的主力是鐵甲騎兵，鐵甲騎兵的人馬都身披鎖子甲，配備長矛的鐵甲騎兵用以衝擊敵人的陣線，另外還配備弓箭。鐵甲騎兵的裝備價值不菲，他們來自貴族階級，以換取他們在地方上的自治權。輕裝騎兵是從平民當中招募，充當弓騎兵，他們穿著普通的外衣和褲子作戰，弓騎兵使用複合弓，可以在面對和背對敵人的情況下射擊，這就是著名的「安息回馬箭」。重裝和輕裝騎兵的配合作戰在卡雷戰役裡起著決定性的作用，安息人在以少勝多的情況下擊敗了克拉蘇的軍隊。在騎兵衝鋒過後，由徵召兵和僱傭兵組成的輕裝步兵負責支解敵軍。
安息帝國的總人口和軍隊數量都無從得知，但是從一些以往是安息帝國城區發現的考古證據發現這些聚居地可以承擔大量人口，因此估計安息帝國的人力資源豐富，巴比倫尼亞等大量人口聚居的地區對羅馬人很有吸引力。

### 貨幣
銀制的希臘德拉克马、四德拉克馬是流通於整個安息帝國的貨幣，安息帝國在赫卡通皮洛斯、塞琉西亞及埃克巴坦那都設有皇室造幣廠，尼薩也可能設有一所造幣廠。從立國開始到衰亡，安息帝國生產的德拉克馬的重量大多在3.5克至4.2克之間。安息帝國出產的第一種四德拉克馬是在米特拉達梯一世征服美索不達米亞後鑄造的，而且全部都在塞琉西亞鑄造，重約16克。

## 社會及文化

### 希臘文化與伊朗復興

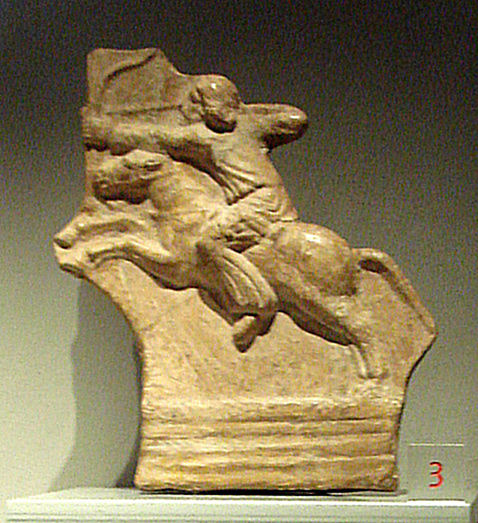
在夫人宮展示的安息騎兵。

在希臘化時代，塞琉古人的希臘文化已廣受近東民眾接納，而安息帝國時期卻見證了宗教、藝術甚至服飾上的伊朗文化復興。安息君王們意識到他們的祖先與希臘人和波斯人相關，他們堅稱自己是「親希臘」（Philhellenism）。到阿爾達班二世統治時期為止，安息帝國的硬幣上都印有「親希臘」一詞，而不再使用這個詞彙也意味著伊朗文化已在波斯復興。沃洛吉斯一世是第一位在鑄幣上添加安息字母和語言的君王，這些字母和語言還伴隨著如今已難以辨認的希臘文字一起出現。不過，伊朗文化復興並沒有影響硬幣上的希臘字母，這些字母一直延續使用到帝國衰亡。

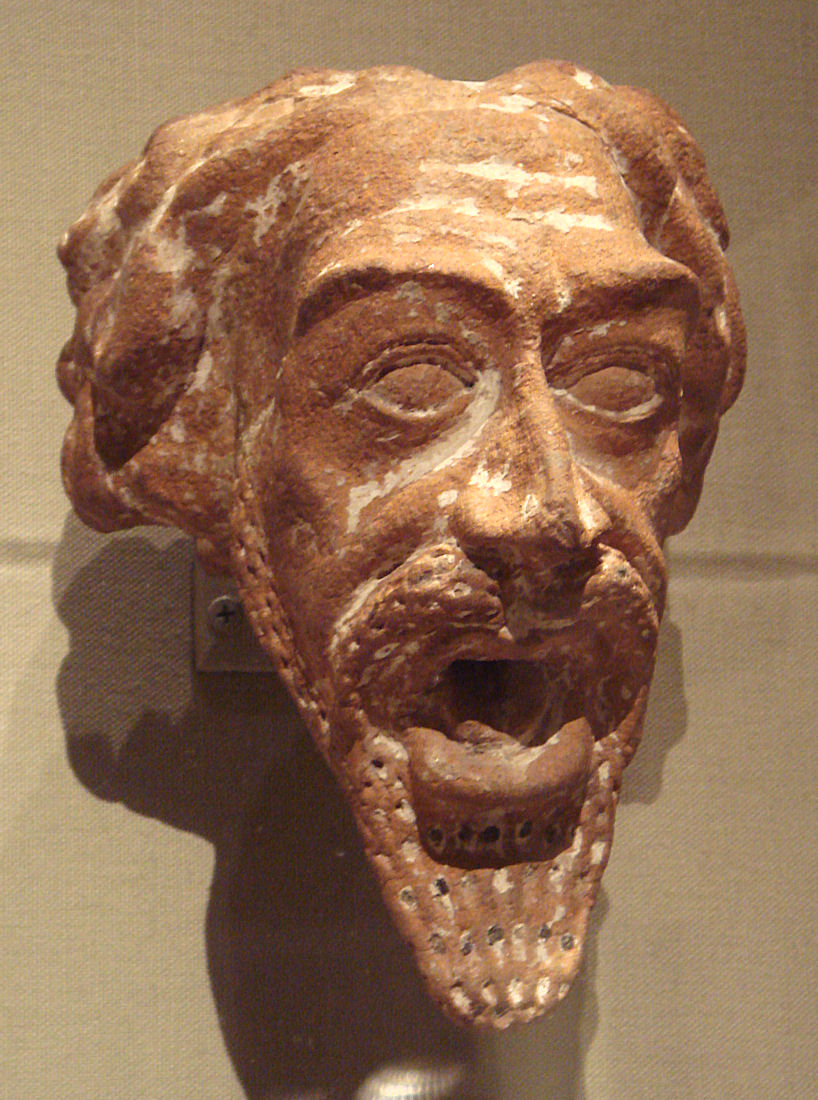
源於公元一世紀或二世紀的安息帝國陶制人面噴水器。

希臘的文化影響力並沒有因此而消失在安息帝國，有證據顯示安息人喜愛古希臘戲劇。當克拉蘇的首級被送到奧羅德斯一世面前的時候，他與亞美尼亞國王阿爾塔瓦斯德斯二世正在欣賞歐里庇得斯的劇作《酒神的女祭司們》（The Bacchae），演出人決定使用克拉蘇嚴重損傷的頭顱替代彭透斯（Pentheus）的道具頭。
阿爾沙克一世的硬幣上可見他身穿與阿契美尼德王朝總督相似的服飾。據沙赫巴齊所述，阿爾沙克一世的硬幣「刻意背離塞琉古帝國的硬幣，以強調他的民族主義及皇室志向，他自稱為卡爾內，這是阿契美尼德王朝最高將軍的稱號，如小居魯士」。安息人跟隨阿契美尼德王朝的傳統，把歷任安息君王的石雕都刻在貝希斯敦山（Mount Behistun），大流士一世（公元前522年－公元前486年在位）也在該處刻上銘文。另外，安息人以阿爾塔薛西斯二世（公元前404年－公元前358年在位）家族後裔自居，以提升他們統治曾經是阿契美尼德王朝領土的合法性，成為古伊朗「光榮帝王們的合法繼承人」。阿爾達班三名的一名兒子取名為大流士，以取得居鲁士二世的繼承權。根據盧科寧所述，安息君王會為自己取上傳統的祅教名字，有些名字是來自《波斯古經》裡的英雄人物。安息人採用巴比倫尼亞曆法，並借用阿契美尼德王朝伊朗曆的名稱，以取代塞琉古人所用的古馬其頓曆法。

### 宗教

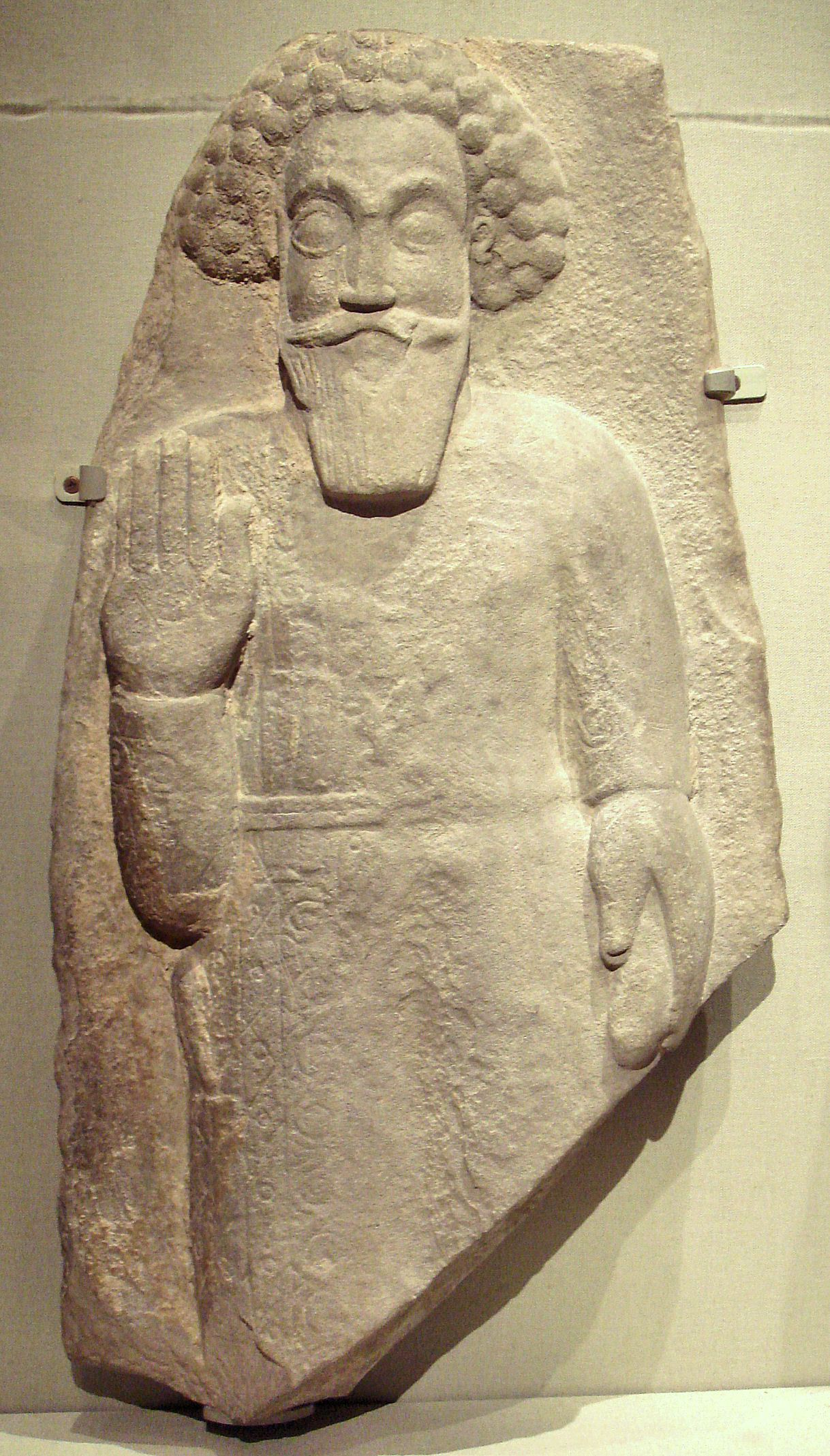
位於伊朗胡齊斯坦省、源自公元二世紀的安息帝國許願浮雕。

安息帝國由不同成分的政治和文化所組成，其宗教信仰和體制繁多，當中以希臘和伊朗教派最為盛行。除了少數的犹太人和基督徒之外，大多數波斯人是信奉多神教。希臘和伊朗的神祇時常混雜在一起，例如宙斯相當於阿胡拉·馬茲達、哈底斯相當於安格拉·曼紐、阿芙羅黛蒂和希拉相當於阿娜希塔、阿波罗相當於密特拉、赫耳墨斯相當於沙馬什。除了這些主要的神靈，每個民族和城市都有各自的神祇。安息君王與塞琉古帝國的統治者一樣自視為神，這種君主崇拜最為普遍。
安息人對祆教的崇拜程度仍是現代學術界爭論的問題。血祭伊朗神祇對於安息帝國的祆教信奉者大概是不可接受的，但是有證據表示沃洛吉斯一世鼓勵祆教的麻葛進入宮廷，並資助祆教文獻的著作，促成了日後的《波斯古經》。祆教在後來更成為了薩珊王朝的國教。
摩尼教的創始人摩尼在公元229年之前都沒有透露他的宗教神示，但是比瓦爾認為他的新宗教信仰包含「曼達教信仰的元素、伊朗的宇宙演化論甚至是基督教的迴響……這反映出安息帝國晚期宗教信條的结合，薩珊人的正統祅教很快便把它們掃地出門」。
現時缺乏考古證據證明佛教由貴霜帝國傳入伊朗，但是一些中國的來源表示一名叫安世高的安息貴族及僧人遠赴中國漢朝的洛陽，將多部佛经翻譯成中文。

### 藝術與建築

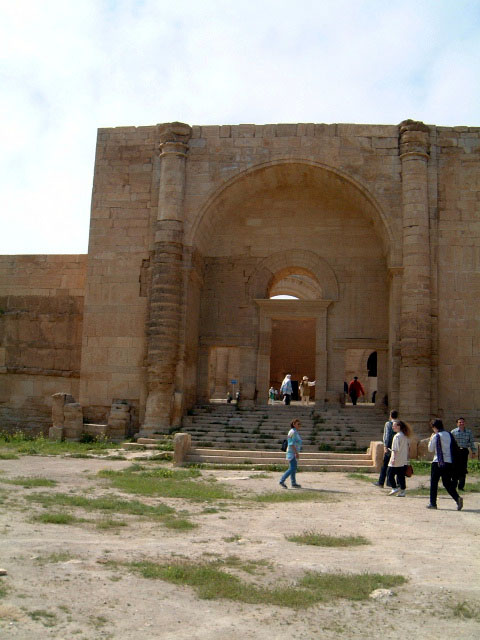
伊朗哈特拉一處古跡的入口，可見建於約公元50年筒形拱頂設計的穹頂門廊。

安息藝術可區分為三個區域：安息正統藝術、伊朗高原藝術及安息美索不達米亞藝術。安息正統藝術主要在尼薩一帶，結合了希臘和伊朗的藝術元素及阿契美尼德王朝和塞琉古傳統。伊朗高原藝術與阿契美尼德王朝藝術相通，位於貝希斯敦山米特里達梯二世接受授權的浮雕便是一例。安息美索不達米亞藝術在安息帝國征服了美索不達米亞後才漸漸出現。
安息帝國時期常見的基本圖案包括皇室狩獵的情景和歷代君王的授權情況，也會結合地方統治者的肖像使用。石雕、濕壁畫及塗鴉都是常見的藝術表現手段。灰泥牆上會使用幾何圖案和格式化的植物圖案。兩名騎兵以長矛對戰的圖案在薩珊王朝時期盛行，這種圖案最早出現在貝希斯敦山的安息帝國浮雕上。
安息人偏好肖像畫，而且強調肖像正面，人物的油畫、雕像及硬幣上的浮雕都是面向前方，而不是展示側面。雖然正面肖像畫在安息帝國時代已經是過時的藝術技巧，但是考古學家丹尼爾·施倫貝格爾（Daniel Schlumberger）卻指出了安息正面肖像畫的創新之處：
|  | 即使我們慣稱的「安息正面肖像」是古代近東及希臘的正面肖像的產物，但「安息正面肖像」又與它們大為不同。對於東方及希臘藝術來說，正面肖像是一種特殊的處理手法：在東方藝術裡，宗教及神話裡的少數典型角色才會使用正面肖像表達；在希臘藝術裡，只會在題材限定等特定情況下才會採用正面肖像的手法，一般來說很少會用到。相反，正面肖像是安息帝國藝術常見的處理手法，即使這樣做可能會影響到明晰性及可理解性，安息人慣於在制作雕刻和油畫時展示人物的整個面部。這種處理手法徹底地排除了側面肖像及其他處理手法，使單一化的手法在公元一世紀期間被確立起來。 |

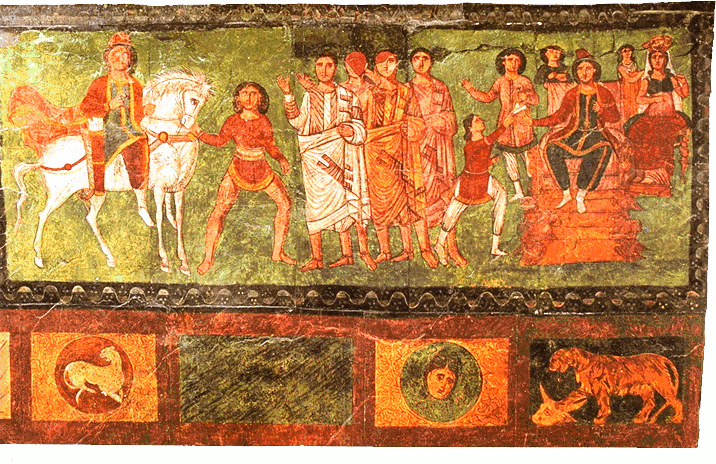
杜拉-歐羅普斯猶太教堂裡的壁畫展示了《以斯帖記》的一個場景，源於公元245年，柯蒂斯和施倫貝格爾形容這是「安息正面肖像」的範例。

薩珊王朝所帶來的文化和政治轉變令安息藝術對正面肖像的獨特利用遭到拋棄。不過，羅馬帝國在165年攻佔杜拉-歐羅普斯以後，杜拉-歐羅普斯對安息正面肖像的應用仍然盛行，三世紀初一所當地用作供奉帕爾米瑞拉神祇及當地太陽神的杜拉-歐羅普斯猶太教堂裡的壁畫便是範例。
安息建築揉合了阿契美尼德王朝和希臘建築的元素，但是仍保持其獨特性。尼薩的建築可以表明它的建築風格，尼薩的圓亭與希臘的宮廷相似，其不同之處在於內部的方形空間採用圓形和拱頂的設計。不過，包括大理石像及象牙角狀杯上的雕刻在內的尼薩藝術作品無疑受到希臘藝術的影響。
穹頂門廊是安息建築的特徵，大殿由拱門或筒形穹頂支援，打通一側。筒形穹頂的利用取代了希臘的圓柱來支撐天花。穹頂門廊其實在阿契美尼德王朝時期便知名，更早的穹頂門廊規模較小和較隱蔽，規模巨大的穹頂門廊是安息人首先建造的。安息帝國最早的筒形穹頂位於塞琉西亞，在約公元一世紀建成。一些規模宏大的穹頂門廊在哈特拉的古殿當中較常見，這些穹頂門廊可能就是安息帝國穹頂門廊的雛形，最大的穹頂門廊礅距達15米（50英尺）。

### 衣著服飾

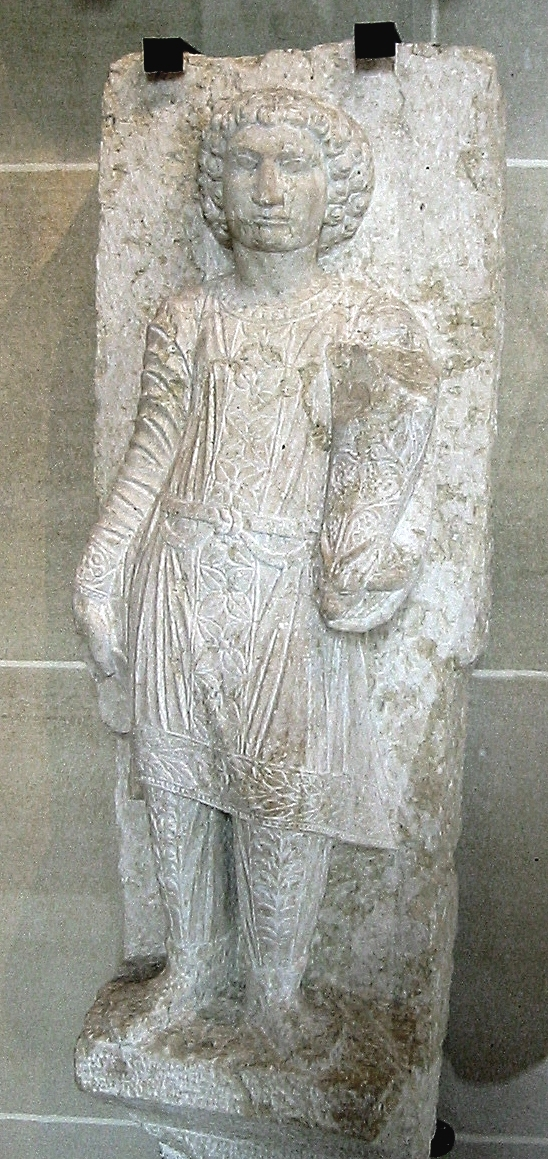
一個年輕的巴爾米拉人穿著上好的安息褲子，這個石像是源自公元三世紀初巴爾米拉的一個碑。

在埃利邁斯沙米發現的著名安息貴族銅像可以作為例子說明安息人的騎馬裝束。那個高1.9米的石像身穿V形上衣、以腰帶束緊的V形束腰外衣、以吊襪帶固定的寬鬆摺疊褲子，在整理過的短髮上戴上王冕或頭箍。在前1世紀中，安息硬幣上的雕刻常見這種裝束。
伊拉克西北哈拉特挖掘出來的雕刻品是受到安息衣著服飾激發的例子，豎立的雕像展示出典型的安息襯衫、褲子及飾物。哈拉特的貴族人物也接納了安息宮廷貴族的短髮、頭巾及束腰外衣的裝束。硬幣上的圖像顯示安息君王也會穿著褲套裝，安息帝國的褲套裝與安息正面肖像的藝術一同授到巴爾米拉和敘利亞。
安息帝國的雕刻品描述富有的女子在穿著的裙子上蓋上長袖長袍，戴上頸項、耳飾及以珠寶修飾的頭巾，摺疊裙子由單肩上的飾針固定，她們的面紗垂掛在頭巾後面。
從安息帝國的硬幣上可見，安息君王穿戴的頭巾會隨著時間而轉變。最早的安息帝國硬幣顯示統治者頭戴拉下了帽邊的軟帽子，稱為風帽連防寒頭巾，這可能是從阿契美尼德王朝總督所戴的頭巾及貝希斯敦和波斯波利斯的浮雕上展示的尖帽演變而成的。米特里達梯一世最早的硬幣顯示他頭戴軟帽子，但是後來的硬幣卻見他戴上了希臘的王冕。米特里達梯二世是第一位在硬幣上展示頭戴飾有珠寶和珍珠的安息三重冕的君王，他所穿戴的頭巾受到安息帝國晚期和薩珊王朝君王的歡迎。

### 文學
在安息帝國統治時期，宮廷的吟游诗人伴隨著音樂朗誦詩詞式的口承文學，但是這些詩詞並沒有流傳到薩珊王朝。事實上，在經歷了多個世紀以來，現今沒有任何安息語的文學原作存在。雖然時代相去甚遠，但是凱揚王朝的愛情故事《維斯與朗明》 （Vis and Rāmin）和史诗相信是安息帝國時代口承文學文集的一部分。雖然安息文學沒有在書面上體現出來，但有證據顯示安息人認可和重視成文的希臘文學。

## 君主列表
| 姓名             | 在位時間           | 备注   |
| ---------------- | ------------------ | ------ |
| 阿尔沙克一世     | 前247年－前217年   |        |
| 阿爾沙克二世     | 前217年－前191年   |        |
| 弗里阿帕提烏斯   | 前191年－前176年   |        |
| 弗拉特斯一世     | 前176年－前171年   |        |
| 米特里達梯一世   | 前171年－前132年   |        |
| 弗拉特斯二世     | 前132年－前127年   |        |
| 阿尔达班一世     | 前127年－前124年   |        |
| 米特里達梯二世   | 前124年－前91年    |        |
| 戈塔爾澤斯一世   | 前91年－前87/80年  |        |
| 米特里達梯三世   | 前87年－前80年     | §      |
| 奧羅德斯一世     | 前80年－前75年     |        |
| 薩納特魯斯       | 前75年－前69年     |        |
| 弗拉特斯三世     | 前69年－前57年     |        |
| 米特里達梯四世   | 前57年－前54年     |        |
| 奥罗德斯二世     | 前57年－前38年     |        |
| 弗拉特斯四世     | 前37年－前2年      |        |
| 梯里達底二世     | 前32年             | §      |
| 穆薩             | 公元前2年－公元4年 | 共治者 |
| 弗拉特斯五世     | 公元前2年－公元4年 | 共治者 |
| 奧羅德斯三世     | 4年－6年           |        |
| 沃諾奈斯一世     | 6年－12年          |        |
| 阿尔达班二世     | 12年－35年         |        |
| 梯里达底三世     | 35年－36年         |        |
| 阿爾達班二世     | 36年－38/41年      | 復位   |
| 瓦爾達內斯一世   | 40年－46年         |        |
| 戈塔爾澤斯二世   | 40年－51年         |        |
| 美赫爾達特斯     | 49年－51年         | §      |
| 沃諾奈斯二世     | 51年               |        |
| 沃洛吉斯一世     | 51年－78年         |        |
| 瓦爾達內斯二世   | 55年－58年         | §      |
| 帕科羅斯二世     | 78年－110年        |        |
| 沃洛吉斯二世     | 78年－80年         | §      |
| 阿尔达班三世     | 79年－81年         | §      |
| 奧斯羅埃斯一世   | 109年－129年       | §      |
| 沃洛吉斯三世     | 110年－147年       |        |
| 帕爾塔馬斯帕提斯 | 116年－117年       | §      |
| 薩納特魯斯二世   | 116年              | §      |
| 米特里達梯五世   | 129年－140年       | §      |
| 沃洛吉斯四世     | 147年－191年       |        |
| 奧斯羅埃斯二世   | 191年              | §      |
| 沃洛吉斯五世     | 191年－208年       |        |
| 沃洛吉斯六世     | 208年－228年       |        |
| 阿尔达班四世     | 213年－224年       |        |

§：篡奪者或競爭對手

| 藍色 |

| 黃色 |

| 綠色 |

|                           |                           |                           |                           | 弗里阿帕提斯 （）         |                           |  |  |                                         |                                         |                                         |                                         |                                         |                                         |  |  |                                   |                                   |                                   |                                   |                                   |                                   |  |  |  |  |  |  |  |  |  |  |  |  |  |  |  |  |  |  |
|                           |                           |                           |                           |                           |                           |  |  |                                         |                                         |                                         |                                         |                                         |                                         |  |  |                                   |                                   |                                   |                                   |                                   |                                   |  |  |  |  |  |  |  |  |  |  |  |  |  |  |  |  |  |  |
|                           |                           |                           |                           |                           |                           |  |  |                                         |                                         |                                         |                                         |                                         |                                         |  |  |                                   |                                   |                                   |                                   |                                   |                                   |  |  |  |  |  |  |  |  |  |  |  |  |  |  |  |  |  |  |
| 安息帝國國王 阿尔沙克一世 | 安息帝國國王 阿尔沙克一世 | 安息帝國國王 阿尔沙克一世 | 安息帝國國王 阿尔沙克一世 | 安息帝國國王 阿尔沙克一世 | 安息帝國國王 阿尔沙克一世 |  |  | 不明                                    | 不明                                    | 不明                                    | 不明                                    | 不明                                    | 不明                                    |  |  |                                   |                                   |                                   |                                   |                                   |                                   |  |  |  |  |  |  |  |  |  |  |  |  |  |  |  |  |  |  |
| 安息帝國國王 阿尔沙克一世 | 安息帝國國王 阿尔沙克一世 | 安息帝國國王 阿尔沙克一世 | 安息帝國國王 阿尔沙克一世 | 安息帝國國王 阿尔沙克一世 | 安息帝國國王 阿尔沙克一世 |  |  | 不明                                    | 不明                                    | 不明                                    | 不明                                    | 不明                                    | 不明                                    |  |  |                                   |                                   |                                   |                                   |                                   |                                   |  |  |  |  |  |  |  |  |  |  |  |  |  |  |  |  |  |  |
| 安息帝國國王 阿爾沙克二世 | 安息帝國國王 阿爾沙克二世 | 安息帝國國王 阿爾沙克二世 | 安息帝國國王 阿爾沙克二世 | 安息帝國國王 阿爾沙克二世 | 安息帝國國王 阿爾沙克二世 |  |  | 不明                                    | 不明                                    | 不明                                    | 不明                                    | 不明                                    | 不明                                    |  |  |                                   |                                   |                                   |                                   |                                   |                                   |  |  |  |  |  |  |  |  |  |  |  |  |  |  |  |  |  |  |
| 安息帝國國王 阿爾沙克二世 | 安息帝國國王 阿爾沙克二世 | 安息帝國國王 阿爾沙克二世 | 安息帝國國王 阿爾沙克二世 | 安息帝國國王 阿爾沙克二世 | 安息帝國國王 阿爾沙克二世 |  |  | 不明                                    | 不明                                    | 不明                                    | 不明                                    | 不明                                    | 不明                                    |  |  |                                   |                                   |                                   |                                   |                                   |                                   |  |  |  |  |  |  |  |  |  |  |  |  |  |  |  |  |  |  |
|                           |                           |                           |                           |                           |                           |  |  | 安息帝國國王 弗里阿帕 提烏斯            |                                         |                                         |                                         |                                         |                                         |  |  |                                   |                                   |                                   |                                   |                                   |                                   |  |  |  |  |  |  |  |  |  |  |  |  |  |  |  |  |  |  |
|                           |                           |                           |                           |                           |                           |  |  |                                         |                                         |                                         |                                         |                                         |                                         |  |  |                                   |                                   |                                   |                                   |                                   |                                   |  |  |  |  |  |  |  |  |  |  |  |  |  |  |  |  |  |  |
|                           |                           |                           |                           |                           |                           |  |  |                                         |                                         |                                         |                                         |                                         |                                         |  |  |                                   |                                   |                                   |                                   |                                   |                                   |  |  |  |  |  |  |  |  |  |  |  |  |  |  |  |  |  |  |
| 安息帝國國王 弗拉特斯一世 | 安息帝國國王 弗拉特斯一世 | 安息帝國國王 弗拉特斯一世 | 安息帝國國王 弗拉特斯一世 | 安息帝國國王 弗拉特斯一世 | 安息帝國國王 弗拉特斯一世 |  |  | 安息帝國 王中之王 米特里達梯 一世       | 安息帝國 王中之王 米特里達梯 一世       | 安息帝國 王中之王 米特里達梯 一世       | 安息帝國 王中之王 米特里達梯 一世       | 安息帝國 王中之王 米特里達梯 一世       | 安息帝國 王中之王 米特里達梯 一世       |  |  | 安息帝國國王 阿爾達班一世         | 安息帝國國王 阿爾達班一世         | 安息帝國國王 阿爾達班一世         | 安息帝國國王 阿爾達班一世         | 安息帝國國王 阿爾達班一世         | 安息帝國國王 阿爾達班一世         |  |  |  |  |  |  |  |  |  |  |  |  |  |  |  |  |  |  |
| 安息帝國國王 弗拉特斯一世 | 安息帝國國王 弗拉特斯一世 | 安息帝國國王 弗拉特斯一世 | 安息帝國國王 弗拉特斯一世 | 安息帝國國王 弗拉特斯一世 | 安息帝國國王 弗拉特斯一世 |  |  | 安息帝國 王中之王 米特里達梯 一世       | 安息帝國 王中之王 米特里達梯 一世       | 安息帝國 王中之王 米特里達梯 一世       | 安息帝國 王中之王 米特里達梯 一世       | 安息帝國 王中之王 米特里達梯 一世       | 安息帝國 王中之王 米特里達梯 一世       |  |  | 安息帝國國王 阿爾達班一世         | 安息帝國國王 阿爾達班一世         | 安息帝國國王 阿爾達班一世         | 安息帝國國王 阿爾達班一世         | 安息帝國國王 阿爾達班一世         | 安息帝國國王 阿爾達班一世         |  |  |  |  |  |  |  |  |  |  |  |  |  |  |  |  |  |  |
|                           |                           |                           |                           |                           |                           |  |  |                                         |                                         |                                         |                                         |                                         |                                         |  |  |                                   |                                   |                                   |                                   |                                   |                                   |  |  |  |  |  |  |  |  |  |  |  |  |  |  |  |  |  |  |
| 安息帝國公主 羅多古娜     | 安息帝國公主 羅多古娜     | 安息帝國公主 羅多古娜     | 安息帝國公主 羅多古娜     | 安息帝國公主 羅多古娜     | 安息帝國公主 羅多古娜     |  |  | 安息帝國國王 弗拉特斯二世               | 安息帝國國王 弗拉特斯二世               | 安息帝國國王 弗拉特斯二世               | 安息帝國國王 弗拉特斯二世               | 安息帝國國王 弗拉特斯二世               | 安息帝國國王 弗拉特斯二世               |  |  | 安息帝國 王中之王 米特里達梯 二世 | 安息帝國 王中之王 米特里達梯 二世 | 安息帝國 王中之王 米特里達梯 二世 | 安息帝國 王中之王 米特里達梯 二世 | 安息帝國 王中之王 米特里達梯 二世 | 安息帝國 王中之王 米特里達梯 二世 |  |  |  |  |  |  |  |  |  |  |  |  |  |  |  |  |  |  |
| 安息帝國公主 羅多古娜     | 安息帝國公主 羅多古娜     | 安息帝國公主 羅多古娜     | 安息帝國公主 羅多古娜     | 安息帝國公主 羅多古娜     | 安息帝國公主 羅多古娜     |  |  | 安息帝國國王 弗拉特斯二世               | 安息帝國國王 弗拉特斯二世               | 安息帝國國王 弗拉特斯二世               | 安息帝國國王 弗拉特斯二世               | 安息帝國國王 弗拉特斯二世               | 安息帝國國王 弗拉特斯二世               |  |  | 安息帝國 王中之王 米特里達梯 二世 | 安息帝國 王中之王 米特里達梯 二世 | 安息帝國 王中之王 米特里達梯 二世 | 安息帝國 王中之王 米特里達梯 二世 | 安息帝國 王中之王 米特里達梯 二世 | 安息帝國 王中之王 米特里達梯 二世 |  |  |  |  |  |  |  |  |  |  |  |  |  |  |  |  |  |  |
|                           |                           |                           |                           |                           |                           |  |  |                                         |                                         |                                         |                                         |                                         |                                         |  |  |                                   |                                   |                                   |                                   |                                   |                                   |  |  |  |  |  |  |  |  |  |  |  |  |  |  |  |  |  |  |
|                           |                           |                           |                           |                           |                           |  |  | 安息帝國國王 （爭位者） 米特里達梯 三世 | 安息帝國國王 （爭位者） 米特里達梯 三世 | 安息帝國國王 （爭位者） 米特里達梯 三世 | 安息帝國國王 （爭位者） 米特里達梯 三世 | 安息帝國國王 （爭位者） 米特里達梯 三世 | 安息帝國國王 （爭位者） 米特里達梯 三世 |  |  | 安息帝國國王 古达尔兹一世         | 安息帝國國王 古达尔兹一世         | 安息帝國國王 古达尔兹一世         | 安息帝國國王 古达尔兹一世         | 安息帝國國王 古达尔兹一世         | 安息帝國國王 古达尔兹一世         |  |  |  |  |  |  |  |  |  |  |  |  |  |  |  |  |  |  |
|                           |                           |                           |                           |                           |                           |  |  | 安息帝國國王 （爭位者） 米特里達梯 三世 | 安息帝國國王 （爭位者） 米特里達梯 三世 | 安息帝國國王 （爭位者） 米特里達梯 三世 | 安息帝國國王 （爭位者） 米特里達梯 三世 | 安息帝國國王 （爭位者） 米特里達梯 三世 | 安息帝國國王 （爭位者） 米特里達梯 三世 |  |  | 安息帝國國王 古达尔兹一世         | 安息帝國國王 古达尔兹一世         | 安息帝國國王 古达尔兹一世         | 安息帝國國王 古达尔兹一世         | 安息帝國國王 古达尔兹一世         | 安息帝國國王 古达尔兹一世         |  |  |  |  |  |  |  |  |  |  |  |  |  |  |  |  |  |  |
|                           |                           |                           |                           |                           |                           |  |  |                                         |                                         |                                         |                                         |                                         |                                         |  |  | 安息帝國國王 奧羅德斯一世         |                                   |                                   |                                   |                                   |                                   |  |  |  |  |  |  |  |  |  |  |  |  |  |  |  |  |  |  |

| 白色 |

| 藍色 |

| 綠色 |

| 黃色 |

| 紫色 |

| 紅色 |

|                                                      |                                                      |                                                      |                                                      |                                                      |                                                      |  |  |                                           |                                           |                                           |                                           |                                           |                                           |  |  |                                                 |                                                 |                                                 |                                                 |                                                 |                                                 |  |  | 安息帝國國王 薩納特魯斯                          |                                                  |                                                  |                                                  |                                                  |                                                  |  |  |                                |                                |                                |                                |                                |                                |                            |                            |                            |                            |                            |                            |  |  |  |  |  |  |  |  |  |  |  |  |  |  |
|                                                      |                                                      |                                                      |                                                      |                                                      |                                                      |  |  |                                           |                                           |                                           |                                           |                                           |                                           |  |  |                                                 |                                                 |                                                 |                                                 |                                                 |                                                 |  |  |                                                  |                                                  |                                                  |                                                  |                                                  |                                                  |  |  |                                |                                |                                |                                |                                |                                |                            |                            |                            |                            |                            |                            |  |  |  |  |  |  |  |  |  |  |  |  |  |  |
| 亞美尼亞 王國國王 提格兰二世                         | 亞美尼亞 王國國王 提格兰二世                         | 亞美尼亞 王國國王 提格兰二世                         | 亞美尼亞 王國國王 提格兰二世                         | 亞美尼亞 王國國王 提格兰二世                         | 亞美尼亞 王國國王 提格兰二世                         |  |  |                                           |                                           |                                           |                                           |                                           |                                           |  |  |                                                 |                                                 |                                                 |                                                 |                                                 |                                                 |  |  | 安息帝國 王中之王 弗拉特斯三世                   | 安息帝國 王中之王 弗拉特斯三世                   | 安息帝國 王中之王 弗拉特斯三世                   | 安息帝國 王中之王 弗拉特斯三世                   | 安息帝國 王中之王 弗拉特斯三世                   | 安息帝國 王中之王 弗拉特斯三世                   |  |  |                                |                                |                                |                                |                                |                                |                            |                            |                            |                            |                            |                            |  |  |  |  |  |  |  |  |  |  |  |  |  |  |
| 亞美尼亞 王國國王 提格兰二世                         | 亞美尼亞 王國國王 提格兰二世                         | 亞美尼亞 王國國王 提格兰二世                         | 亞美尼亞 王國國王 提格兰二世                         | 亞美尼亞 王國國王 提格兰二世                         | 亞美尼亞 王國國王 提格兰二世                         |  |  |                                           |                                           |                                           |                                           |                                           |                                           |  |  |                                                 |                                                 |                                                 |                                                 |                                                 |                                                 |  |  | 安息帝國 王中之王 弗拉特斯三世                   | 安息帝國 王中之王 弗拉特斯三世                   | 安息帝國 王中之王 弗拉特斯三世                   | 安息帝國 王中之王 弗拉特斯三世                   | 安息帝國 王中之王 弗拉特斯三世                   | 安息帝國 王中之王 弗拉特斯三世                   |  |  |                                |                                |                                |                                |                                |                                |                            |                            |                            |                            |                            |                            |  |  |  |  |  |  |  |  |  |  |  |  |  |  |
|                                                      |                                                      |                                                      |                                                      |                                                      |                                                      |  |  |                                           |                                           |                                           |                                           |                                           |                                           |  |  |                                                 |                                                 |                                                 |                                                 |                                                 |                                                 |  |  |                                                  |                                                  |                                                  |                                                  |                                                  |                                                  |  |  |                                |                                |                                |                                |                                |                                |                            |                            |                            |                            |                            |                            |  |  |  |  |  |  |  |  |  |  |  |  |  |  |
| 索菲尼 王國國王 亞美尼亞 王國王子 小提格蘭           | 索菲尼 王國國王 亞美尼亞 王國王子 小提格蘭           | 索菲尼 王國國王 亞美尼亞 王國王子 小提格蘭           | 索菲尼 王國國王 亞美尼亞 王國王子 小提格蘭           | 索菲尼 王國國王 亞美尼亞 王國王子 小提格蘭           | 索菲尼 王國國王 亞美尼亞 王國王子 小提格蘭           |  |  | 佚名公主                                  | 佚名公主                                  | 佚名公主                                  | 佚名公主                                  | 佚名公主                                  | 佚名公主                                  |  |  | 安息帝國 王中之王 米特里達梯 四世               | 安息帝國 王中之王 米特里達梯 四世               | 安息帝國 王中之王 米特里達梯 四世               | 安息帝國 王中之王 米特里達梯 四世               | 安息帝國 王中之王 米特里達梯 四世               | 安息帝國 王中之王 米特里達梯 四世               |  |  | 安息帝國 王中之王 奥罗德斯二世                   | 安息帝國 王中之王 奥罗德斯二世                   | 安息帝國 王中之王 奥罗德斯二世                   | 安息帝國 王中之王 奥罗德斯二世                   | 安息帝國 王中之王 奥罗德斯二世                   | 安息帝國 王中之王 奥罗德斯二世                   |  |  |                                |                                |                                |                                |                                |                                |                            |                            |                            |                            |                            |                            |  |  |  |  |  |  |  |  |  |  |  |  |  |  |
| 索菲尼 王國國王 亞美尼亞 王國王子 小提格蘭           | 索菲尼 王國國王 亞美尼亞 王國王子 小提格蘭           | 索菲尼 王國國王 亞美尼亞 王國王子 小提格蘭           | 索菲尼 王國國王 亞美尼亞 王國王子 小提格蘭           | 索菲尼 王國國王 亞美尼亞 王國王子 小提格蘭           | 索菲尼 王國國王 亞美尼亞 王國王子 小提格蘭           |  |  | 佚名公主                                  | 佚名公主                                  | 佚名公主                                  | 佚名公主                                  | 佚名公主                                  | 佚名公主                                  |  |  | 安息帝國 王中之王 米特里達梯 四世               | 安息帝國 王中之王 米特里達梯 四世               | 安息帝國 王中之王 米特里達梯 四世               | 安息帝國 王中之王 米特里達梯 四世               | 安息帝國 王中之王 米特里達梯 四世               | 安息帝國 王中之王 米特里達梯 四世               |  |  | 安息帝國 王中之王 奥罗德斯二世                   | 安息帝國 王中之王 奥罗德斯二世                   | 安息帝國 王中之王 奥罗德斯二世                   | 安息帝國 王中之王 奥罗德斯二世                   | 安息帝國 王中之王 奥罗德斯二世                   | 安息帝國 王中之王 奥罗德斯二世                   |  |  |                                |                                |                                |                                |                                |                                |                            |                            |                            |                            |                            |                            |  |  |  |  |  |  |  |  |  |  |  |  |  |  |
|                                                      |                                                      |                                                      |                                                      |                                                      |                                                      |  |  |                                           |                                           |                                           |                                           |                                           |                                           |  |  |                                                 |                                                 |                                                 |                                                 |                                                 |                                                 |  |  |                                                  |                                                  |                                                  |                                                  |                                                  |                                                  |  |  |                                |                                |                                |                                |                                |                                |                            |                            |                            |                            |                            |                            |  |  |  |  |  |  |  |  |  |  |  |  |  |  |
|                                                      |                                                      |                                                      |                                                      |                                                      |                                                      |  |  |                                           |                                           |                                           |                                           |                                           |                                           |  |  |                                                 |                                                 |                                                 |                                                 |                                                 |                                                 |  |  |                                                  |                                                  |                                                  |                                                  |                                                  |                                                  |  |  |                                |                                |                                |                                |                                |                                |                            |                            |                            |                            |                            |                            |  |  |  |  |  |  |  |  |  |  |  |  |  |  |
|                                                      |                                                      |                                                      |                                                      |                                                      |                                                      |  |  |                                           |                                           |                                           |                                           |                                           |                                           |  |  | 安息帝國王子 （共治者） 帕科羅斯一世            | 安息帝國王子 （共治者） 帕科羅斯一世            | 安息帝國王子 （共治者） 帕科羅斯一世            | 安息帝國王子 （共治者） 帕科羅斯一世            | 安息帝國王子 （共治者） 帕科羅斯一世            | 安息帝國王子 （共治者） 帕科羅斯一世            |  |  | 安息帝國 王中之王 弗拉特斯四世                   | 安息帝國 王中之王 弗拉特斯四世                   | 安息帝國 王中之王 弗拉特斯四世                   | 安息帝國 王中之王 弗拉特斯四世                   | 安息帝國 王中之王 弗拉特斯四世                   | 安息帝國 王中之王 弗拉特斯四世                   |  |  |                                |                                |                                |                                |                                |                                | 安息帝國 女王中之女王 穆薩 | 安息帝國 女王中之女王 穆薩 | 安息帝國 女王中之女王 穆薩 | 安息帝國 女王中之女王 穆薩 | 安息帝國 女王中之女王 穆薩 | 安息帝國 女王中之女王 穆薩 |  |  |  |  |  |  |  |  |  |  |  |  |  |  |
|                                                      |                                                      |                                                      |                                                      |                                                      |                                                      |  |  |                                           |                                           |                                           |                                           |                                           |                                           |  |  | 安息帝國王子 （共治者） 帕科羅斯一世            | 安息帝國王子 （共治者） 帕科羅斯一世            | 安息帝國王子 （共治者） 帕科羅斯一世            | 安息帝國王子 （共治者） 帕科羅斯一世            | 安息帝國王子 （共治者） 帕科羅斯一世            | 安息帝國王子 （共治者） 帕科羅斯一世            |  |  | 安息帝國 王中之王 弗拉特斯四世                   | 安息帝國 王中之王 弗拉特斯四世                   | 安息帝國 王中之王 弗拉特斯四世                   | 安息帝國 王中之王 弗拉特斯四世                   | 安息帝國 王中之王 弗拉特斯四世                   | 安息帝國 王中之王 弗拉特斯四世                   |  |  |                                |                                |                                |                                |                                |                                | 安息帝國 女王中之女王 穆薩 | 安息帝國 女王中之女王 穆薩 | 安息帝國 女王中之女王 穆薩 | 安息帝國 女王中之女王 穆薩 | 安息帝國 女王中之女王 穆薩 | 安息帝國 女王中之女王 穆薩 |  |  |  |  |  |  |  |  |  |  |  |  |  |  |
|                                                      |                                                      |                                                      |                                                      |                                                      |                                                      |  |  |                                           |                                           |                                           |                                           |                                           |                                           |  |  |                                                 |                                                 |                                                 |                                                 |                                                 |                                                 |  |  |                                                  |                                                  |                                                  |                                                  |                                                  |                                                  |  |  |                                |                                |                                |                                |                                |                                |                            |                            |                            |                            |                            |                            |  |  |  |  |  |  |  |  |  |  |  |  |  |  |
|                                                      |                                                      |                                                      |                                                      |                                                      |                                                      |  |  |                                           |                                           |                                           |                                           |                                           |                                           |  |  |                                                 |                                                 |                                                 |                                                 |                                                 |                                                 |  |  |                                                  |                                                  |                                                  |                                                  |                                                  |                                                  |  |  |                                |                                |                                |                                |                                |                                |                            |                            |                            |                            |                            |                            |  |  |  |  |  |  |  |  |  |  |  |  |  |  |
| 大益人王子                                           | 大益人王子                                           | 大益人王子                                           | 大益人王子                                           | 大益人王子                                           | 大益人王子                                           |  |  | 佚名公主                                  | 佚名公主                                  | 佚名公主                                  | 佚名公主                                  | 佚名公主                                  | 佚名公主                                  |  |  | 安息帝國王子 （爭位者） 弗拉特斯                | 安息帝國王子 （爭位者） 弗拉特斯                | 安息帝國王子 （爭位者） 弗拉特斯                | 安息帝國王子 （爭位者） 弗拉特斯                | 安息帝國王子 （爭位者） 弗拉特斯                | 安息帝國王子 （爭位者） 弗拉特斯                |  |  | 安息帝國 王中之王 亞美尼亞 王國國王 沃諾奈斯一世 | 安息帝國 王中之王 亞美尼亞 王國國王 沃諾奈斯一世 | 安息帝國 王中之王 亞美尼亞 王國國王 沃諾奈斯一世 | 安息帝國 王中之王 亞美尼亞 王國國王 沃諾奈斯一世 | 安息帝國 王中之王 亞美尼亞 王國國王 沃諾奈斯一世 | 安息帝國 王中之王 亞美尼亞 王國國王 沃諾奈斯一世 |  |  | 安息帝國 王中之王 弗拉特斯五世 | 安息帝國 王中之王 弗拉特斯五世 | 安息帝國 王中之王 弗拉特斯五世 | 安息帝國 王中之王 弗拉特斯五世 | 安息帝國 王中之王 弗拉特斯五世 | 安息帝國 王中之王 弗拉特斯五世 |                            |                            |                            |                            |                            |                            |  |  |  |  |  |  |  |  |  |  |  |  |  |  |
| 大益人王子                                           | 大益人王子                                           | 大益人王子                                           | 大益人王子                                           | 大益人王子                                           | 大益人王子                                           |  |  | 佚名公主                                  | 佚名公主                                  | 佚名公主                                  | 佚名公主                                  | 佚名公主                                  | 佚名公主                                  |  |  | 安息帝國王子 （爭位者） 弗拉特斯                | 安息帝國王子 （爭位者） 弗拉特斯                | 安息帝國王子 （爭位者） 弗拉特斯                | 安息帝國王子 （爭位者） 弗拉特斯                | 安息帝國王子 （爭位者） 弗拉特斯                | 安息帝國王子 （爭位者） 弗拉特斯                |  |  | 安息帝國 王中之王 亞美尼亞 王國國王 沃諾奈斯一世 | 安息帝國 王中之王 亞美尼亞 王國國王 沃諾奈斯一世 | 安息帝國 王中之王 亞美尼亞 王國國王 沃諾奈斯一世 | 安息帝國 王中之王 亞美尼亞 王國國王 沃諾奈斯一世 | 安息帝國 王中之王 亞美尼亞 王國國王 沃諾奈斯一世 | 安息帝國 王中之王 亞美尼亞 王國國王 沃諾奈斯一世 |  |  | 安息帝國 王中之王 弗拉特斯五世 | 安息帝國 王中之王 弗拉特斯五世 | 安息帝國 王中之王 弗拉特斯五世 | 安息帝國 王中之王 弗拉特斯五世 | 安息帝國 王中之王 弗拉特斯五世 | 安息帝國 王中之王 弗拉特斯五世 |                            |                            |                            |                            |                            |                            |  |  |  |  |  |  |  |  |  |  |  |  |  |  |
|                                                      |                                                      |                                                      |                                                      |                                                      |                                                      |  |  |                                           |                                           |                                           |                                           |                                           |                                           |  |  |                                                 |                                                 |                                                 |                                                 |                                                 |                                                 |  |  |                                                  |                                                  |                                                  |                                                  |                                                  |                                                  |  |  |                                |                                |                                |                                |                                |                                |                            |                            |                            |                            |                            |                            |  |  |  |  |  |  |  |  |  |  |  |  |  |  |
|                                                      |                                                      |                                                      |                                                      |                                                      |                                                      |  |  |                                           |                                           |                                           |                                           |                                           |                                           |  |  |                                                 |                                                 |                                                 |                                                 |                                                 |                                                 |  |  |                                                  |                                                  |                                                  |                                                  |                                                  |                                                  |  |  |                                |                                |                                |                                |                                |                                |                            |                            |                            |                            |                            |                            |  |  |  |  |  |  |  |  |  |  |  |  |  |  |
| 安息帝國 王中之王 阿特羅帕特尼 王國國王 阿尔达班二世 | 安息帝國 王中之王 阿特羅帕特尼 王國國王 阿尔达班二世 | 安息帝國 王中之王 阿特羅帕特尼 王國國王 阿尔达班二世 | 安息帝國 王中之王 阿特羅帕特尼 王國國王 阿尔达班二世 | 安息帝國 王中之王 阿特羅帕特尼 王國國王 阿尔达班二世 | 安息帝國 王中之王 阿特羅帕特尼 王國國王 阿尔达班二世 |  |  |                                           |                                           |                                           |                                           |                                           |                                           |  |  | 安息帝國國王 阿特羅帕特尼 王國國王 沃諾奈斯二世 | 安息帝國國王 阿特羅帕特尼 王國國王 沃諾奈斯二世 | 安息帝國國王 阿特羅帕特尼 王國國王 沃諾奈斯二世 | 安息帝國國王 阿特羅帕特尼 王國國王 沃諾奈斯二世 | 安息帝國國王 阿特羅帕特尼 王國國王 沃諾奈斯二世 | 安息帝國國王 阿特羅帕特尼 王國國王 沃諾奈斯二世 |  |  | 安息帝國 王中之王 （爭位者） 美赫爾達特斯        | 安息帝國 王中之王 （爭位者） 美赫爾達特斯        | 安息帝國 王中之王 （爭位者） 美赫爾達特斯        | 安息帝國 王中之王 （爭位者） 美赫爾達特斯        | 安息帝國 王中之王 （爭位者） 美赫爾達特斯        | 安息帝國 王中之王 （爭位者） 美赫爾達特斯        |  |  |                                |                                |                                |                                |                                |                                |                            |                            |                            |                            |                            |                            |  |  |  |  |  |  |  |  |  |  |  |  |  |  |
| 安息帝國 王中之王 阿特羅帕特尼 王國國王 阿尔达班二世 | 安息帝國 王中之王 阿特羅帕特尼 王國國王 阿尔达班二世 | 安息帝國 王中之王 阿特羅帕特尼 王國國王 阿尔达班二世 | 安息帝國 王中之王 阿特羅帕特尼 王國國王 阿尔达班二世 | 安息帝國 王中之王 阿特羅帕特尼 王國國王 阿尔达班二世 | 安息帝國 王中之王 阿特羅帕特尼 王國國王 阿尔达班二世 |  |  |                                           |                                           |                                           |                                           |                                           |                                           |  |  | 安息帝國國王 阿特羅帕特尼 王國國王 沃諾奈斯二世 | 安息帝國國王 阿特羅帕特尼 王國國王 沃諾奈斯二世 | 安息帝國國王 阿特羅帕特尼 王國國王 沃諾奈斯二世 | 安息帝國國王 阿特羅帕特尼 王國國王 沃諾奈斯二世 | 安息帝國國王 阿特羅帕特尼 王國國王 沃諾奈斯二世 | 安息帝國國王 阿特羅帕特尼 王國國王 沃諾奈斯二世 |  |  | 安息帝國 王中之王 （爭位者） 美赫爾達特斯        | 安息帝國 王中之王 （爭位者） 美赫爾達特斯        | 安息帝國 王中之王 （爭位者） 美赫爾達特斯        | 安息帝國 王中之王 （爭位者） 美赫爾達特斯        | 安息帝國 王中之王 （爭位者） 美赫爾達特斯        | 安息帝國 王中之王 （爭位者） 美赫爾達特斯        |  |  |                                |                                |                                |                                |                                |                                |                            |                            |                            |                            |                            |                            |  |  |  |  |  |  |  |  |  |  |  |  |  |  |
|                                                      |                                                      |                                                      |                                                      |                                                      |                                                      |  |  |                                           |                                           |                                           |                                           |                                           |                                           |  |  |                                                 |                                                 |                                                 |                                                 |                                                 |                                                 |  |  |                                                  |                                                  |                                                  |                                                  |                                                  |                                                  |  |  |                                |                                |                                |                                |                                |                                |                            |                            |                            |                            |                            |                            |  |  |  |  |  |  |  |  |  |  |  |  |  |  |
| 安息帝國 王中之王 瓦尔丹一世                         | 安息帝國 王中之王 瓦尔丹一世                         | 安息帝國 王中之王 瓦尔丹一世                         | 安息帝國 王中之王 瓦尔丹一世                         | 安息帝國 王中之王 瓦尔丹一世                         | 安息帝國 王中之王 瓦尔丹一世                         |  |  | 安息帝國 王中之王 古达尔兹二世            | 安息帝國 王中之王 古达尔兹二世            | 安息帝國 王中之王 古达尔兹二世            | 安息帝國 王中之王 古达尔兹二世            | 安息帝國 王中之王 古达尔兹二世            | 安息帝國 王中之王 古达尔兹二世            |  |  | 安息帝國 王中之王 沃洛吉斯一世                  | 安息帝國 王中之王 沃洛吉斯一世                  | 安息帝國 王中之王 沃洛吉斯一世                  | 安息帝國 王中之王 沃洛吉斯一世                  | 安息帝國 王中之王 沃洛吉斯一世                  | 安息帝國 王中之王 沃洛吉斯一世                  |  |  | 阿特羅帕特尼 王國國王 帕科羅斯                   | 阿特羅帕特尼 王國國王 帕科羅斯                   | 阿特羅帕特尼 王國國王 帕科羅斯                   | 阿特羅帕特尼 王國國王 帕科羅斯                   | 阿特羅帕特尼 王國國王 帕科羅斯                   | 阿特羅帕特尼 王國國王 帕科羅斯                   |  |  | 亞美尼亞 王國國王 梯里達底一世 | 亞美尼亞 王國國王 梯里達底一世 | 亞美尼亞 王國國王 梯里達底一世 | 亞美尼亞 王國國王 梯里達底一世 | 亞美尼亞 王國國王 梯里達底一世 | 亞美尼亞 王國國王 梯里達底一世 |                            |                            |                            |                            |                            |                            |  |  |  |  |  |  |  |  |  |  |  |  |  |  |
| 安息帝國 王中之王 瓦尔丹一世                         | 安息帝國 王中之王 瓦尔丹一世                         | 安息帝國 王中之王 瓦尔丹一世                         | 安息帝國 王中之王 瓦尔丹一世                         | 安息帝國 王中之王 瓦尔丹一世                         | 安息帝國 王中之王 瓦尔丹一世                         |  |  | 安息帝國 王中之王 古达尔兹二世            | 安息帝國 王中之王 古达尔兹二世            | 安息帝國 王中之王 古达尔兹二世            | 安息帝國 王中之王 古达尔兹二世            | 安息帝國 王中之王 古达尔兹二世            | 安息帝國 王中之王 古达尔兹二世            |  |  | 安息帝國 王中之王 沃洛吉斯一世                  | 安息帝國 王中之王 沃洛吉斯一世                  | 安息帝國 王中之王 沃洛吉斯一世                  | 安息帝國 王中之王 沃洛吉斯一世                  | 安息帝國 王中之王 沃洛吉斯一世                  | 安息帝國 王中之王 沃洛吉斯一世                  |  |  | 阿特羅帕特尼 王國國王 帕科羅斯                   | 阿特羅帕特尼 王國國王 帕科羅斯                   | 阿特羅帕特尼 王國國王 帕科羅斯                   | 阿特羅帕特尼 王國國王 帕科羅斯                   | 阿特羅帕特尼 王國國王 帕科羅斯                   | 阿特羅帕特尼 王國國王 帕科羅斯                   |  |  | 亞美尼亞 王國國王 梯里達底一世 | 亞美尼亞 王國國王 梯里達底一世 | 亞美尼亞 王國國王 梯里達底一世 | 亞美尼亞 王國國王 梯里達底一世 | 亞美尼亞 王國國王 梯里達底一世 | 亞美尼亞 王國國王 梯里達底一世 |                            |                            |                            |                            |                            |                            |  |  |  |  |  |  |  |  |  |  |  |  |  |  |
|                                                      |                                                      |                                                      |                                                      |                                                      |                                                      |  |  |                                           |                                           |                                           |                                           |                                           |                                           |  |  |                                                 |                                                 |                                                 |                                                 |                                                 |                                                 |  |  |                                                  |                                                  |                                                  |                                                  |                                                  |                                                  |  |  |                                |                                |                                |                                |                                |                                |                            |                            |                            |                            |                            |                            |  |  |  |  |  |  |  |  |  |  |  |  |  |  |
| 安息帝國 王中之王 （爭位者） 阿尔达班三世            | 安息帝國 王中之王 （爭位者） 阿尔达班三世            | 安息帝國 王中之王 （爭位者） 阿尔达班三世            | 安息帝國 王中之王 （爭位者） 阿尔达班三世            | 安息帝國 王中之王 （爭位者） 阿尔达班三世            | 安息帝國 王中之王 （爭位者） 阿尔达班三世            |  |  | 安息帝國 王中之王 （爭位者） 沃洛吉斯二世 | 安息帝國 王中之王 （爭位者） 沃洛吉斯二世 | 安息帝國 王中之王 （爭位者） 沃洛吉斯二世 | 安息帝國 王中之王 （爭位者） 沃洛吉斯二世 | 安息帝國 王中之王 （爭位者） 沃洛吉斯二世 | 安息帝國 王中之王 （爭位者） 沃洛吉斯二世 |  |  | 安息帝國 王中之王 帕科羅斯二世                  | 安息帝國 王中之王 帕科羅斯二世                  | 安息帝國 王中之王 帕科羅斯二世                  | 安息帝國 王中之王 帕科羅斯二世                  | 安息帝國 王中之王 帕科羅斯二世                  | 安息帝國 王中之王 帕科羅斯二世                  |  |  | 安息帝國 王中之王 （爭位者） 瓦尔丹二世          | 安息帝國 王中之王 （爭位者） 瓦尔丹二世          | 安息帝國 王中之王 （爭位者） 瓦尔丹二世          | 安息帝國 王中之王 （爭位者） 瓦尔丹二世          | 安息帝國 王中之王 （爭位者） 瓦尔丹二世          | 安息帝國 王中之王 （爭位者） 瓦尔丹二世          |  |  |                                |                                |                                |                                |                                |                                |                            |                            |                            |                            |                            |                            |  |  |  |  |  |  |  |  |  |  |  |  |  |  |
| 安息帝國 王中之王 （爭位者） 阿尔达班三世            | 安息帝國 王中之王 （爭位者） 阿尔达班三世            | 安息帝國 王中之王 （爭位者） 阿尔达班三世            | 安息帝國 王中之王 （爭位者） 阿尔达班三世            | 安息帝國 王中之王 （爭位者） 阿尔达班三世            | 安息帝國 王中之王 （爭位者） 阿尔达班三世            |  |  | 安息帝國 王中之王 （爭位者） 沃洛吉斯二世 | 安息帝國 王中之王 （爭位者） 沃洛吉斯二世 | 安息帝國 王中之王 （爭位者） 沃洛吉斯二世 | 安息帝國 王中之王 （爭位者） 沃洛吉斯二世 | 安息帝國 王中之王 （爭位者） 沃洛吉斯二世 | 安息帝國 王中之王 （爭位者） 沃洛吉斯二世 |  |  | 安息帝國 王中之王 帕科羅斯二世                  | 安息帝國 王中之王 帕科羅斯二世                  | 安息帝國 王中之王 帕科羅斯二世                  | 安息帝國 王中之王 帕科羅斯二世                  | 安息帝國 王中之王 帕科羅斯二世                  | 安息帝國 王中之王 帕科羅斯二世                  |  |  | 安息帝國 王中之王 （爭位者） 瓦尔丹二世          | 安息帝國 王中之王 （爭位者） 瓦尔丹二世          | 安息帝國 王中之王 （爭位者） 瓦尔丹二世          | 安息帝國 王中之王 （爭位者） 瓦尔丹二世          | 安息帝國 王中之王 （爭位者） 瓦尔丹二世          | 安息帝國 王中之王 （爭位者） 瓦尔丹二世          |  |  |                                |                                |                                |                                |                                |                                |                            |                            |                            |                            |                            |                            |  |  |  |  |  |  |  |  |  |  |  |  |  |  |
|                                                      |                                                      |                                                      |                                                      |                                                      |                                                      |  |  |                                           |                                           |                                           |                                           |                                           |                                           |  |  |                                                 |                                                 |                                                 |                                                 |                                                 |                                                 |  |  |                                                  |                                                  |                                                  |                                                  |                                                  |                                                  |  |  |                                |                                |                                |                                |                                |                                |                            |                            |                            |                            |                            |                            |  |  |  |  |  |  |  |  |  |  |  |  |  |  |
| 安息帝國 王中之王 沃洛吉斯三世                       | 安息帝國 王中之王 沃洛吉斯三世                       | 安息帝國 王中之王 沃洛吉斯三世                       | 安息帝國 王中之王 沃洛吉斯三世                       | 安息帝國 王中之王 沃洛吉斯三世                       | 安息帝國 王中之王 沃洛吉斯三世                       |  |  | 亞美尼亞 王國國王 阿克西達瑞斯            | 亞美尼亞 王國國王 阿克西達瑞斯            | 亞美尼亞 王國國王 阿克西達瑞斯            | 亞美尼亞 王國國王 阿克西達瑞斯            | 亞美尼亞 王國國王 阿克西達瑞斯            | 亞美尼亞 王國國王 阿克西達瑞斯            |  |  | 亞美尼亞 王國國王 帕爾塔馬 西里斯               | 亞美尼亞 王國國王 帕爾塔馬 西里斯               | 亞美尼亞 王國國王 帕爾塔馬 西里斯               | 亞美尼亞 王國國王 帕爾塔馬 西里斯               | 亞美尼亞 王國國王 帕爾塔馬 西里斯               | 亞美尼亞 王國國王 帕爾塔馬 西里斯               |  |  | 卡剌肯涅 王國國王 米里達梯                       | 卡剌肯涅 王國國王 米里達梯                       | 卡剌肯涅 王國國王 米里達梯                       | 卡剌肯涅 王國國王 米里達梯                       | 卡剌肯涅 王國國王 米里達梯                       | 卡剌肯涅 王國國王 米里達梯                       |  |  |                                |                                |                                |                                |                                |                                |                            |                            |                            |                            |                            |                            |  |  |  |  |  |  |  |  |  |  |  |  |  |  |

| 白色 |

| 綠色 |

| 藍色 |

| 黃色 |

|                                  |                                  |                                  |                                  |                                              |                                              |                                              |                                              |                                              |                                              |                                |                                |                                                              |                                                              |                                                              |                                                              |                                                              |                                                              |                                |                                |                                                |                                                |                                                |                                                |                                                |                                                |                                |                                |                                |                                |  |  |  |  |  |  |  |  |  |  |  |  |
|                                  |                                  |                                  |                                  |                                              |                                              |                                              |                                              |                                              |                                              |                                |                                |                                                              |                                                              |                                                              |                                                              |                                                              |                                                              |                                |                                |                                                |                                                |                                                |                                                |                                                |                                                |                                |                                |                                |                                |  |  |  |  |  |  |  |  |  |  |  |  |
|                                  |                                  |                                  |                                  |                                              |                                              |                                              |                                              |                                              |                                              |                                |                                | 安息帝國 王中之王 （爭位者） 米特里達梯 五世                 | 安息帝國 王中之王 （爭位者） 米特里達梯 五世                 | 安息帝國 王中之王 （爭位者） 米特里達梯 五世                 | 安息帝國 王中之王 （爭位者） 米特里達梯 五世                 | 安息帝國 王中之王 （爭位者） 米特里達梯 五世                 | 安息帝國 王中之王 （爭位者） 米特里達梯 五世                 |                                |                                | 安息帝國 王中之王 （爭位者） 奧斯羅埃斯 一世   | 安息帝國 王中之王 （爭位者） 奧斯羅埃斯 一世   | 安息帝國 王中之王 （爭位者） 奧斯羅埃斯 一世   | 安息帝國 王中之王 （爭位者） 奧斯羅埃斯 一世   | 安息帝國 王中之王 （爭位者） 奧斯羅埃斯 一世   | 安息帝國 王中之王 （爭位者） 奧斯羅埃斯 一世   |                                |                                |                                |                                |  |  |  |  |  |  |  |  |  |  |  |  |
|                                  |                                  |                                  |                                  |                                              |                                              |                                              |                                              |                                              |                                              |                                |                                | 安息帝國 王中之王 （爭位者） 米特里達梯 五世                 | 安息帝國 王中之王 （爭位者） 米特里達梯 五世                 | 安息帝國 王中之王 （爭位者） 米特里達梯 五世                 | 安息帝國 王中之王 （爭位者） 米特里達梯 五世                 | 安息帝國 王中之王 （爭位者） 米特里達梯 五世                 | 安息帝國 王中之王 （爭位者） 米特里達梯 五世                 |                                |                                | 安息帝國 王中之王 （爭位者） 奧斯羅埃斯 一世   | 安息帝國 王中之王 （爭位者） 奧斯羅埃斯 一世   | 安息帝國 王中之王 （爭位者） 奧斯羅埃斯 一世   | 安息帝國 王中之王 （爭位者） 奧斯羅埃斯 一世   | 安息帝國 王中之王 （爭位者） 奧斯羅埃斯 一世   | 安息帝國 王中之王 （爭位者） 奧斯羅埃斯 一世   |                                |                                |                                |                                |  |  |  |  |  |  |  |  |  |  |  |  |
|                                  |                                  |                                  |                                  |                                              |                                              |                                              |                                              |                                              |                                              |                                |                                |                                                              |                                                              |                                                              |                                                              |                                                              |                                                              |                                |                                |                                                |                                                |                                                |                                                |                                                |                                                |                                |                                |                                |                                |  |  |  |  |  |  |  |  |  |  |  |  |
|                                  |                                  |                                  |                                  | 安息帝國 王中之王 （爭位者） 薩納特魯斯 二世 | 安息帝國 王中之王 （爭位者） 薩納特魯斯 二世 | 安息帝國 王中之王 （爭位者） 薩納特魯斯 二世 | 安息帝國 王中之王 （爭位者） 薩納特魯斯 二世 | 安息帝國 王中之王 （爭位者） 薩納特魯斯 二世 | 安息帝國 王中之王 （爭位者） 薩納特魯斯 二世 |                                |                                | 安息帝國 王中之王 沃洛吉斯四世                               | 安息帝國 王中之王 沃洛吉斯四世                               | 安息帝國 王中之王 沃洛吉斯四世                               | 安息帝國 王中之王 沃洛吉斯四世                               | 安息帝國 王中之王 沃洛吉斯四世                               | 安息帝國 王中之王 沃洛吉斯四世                               |                                |                                | 安息帝國 王中之王 （爭位者） 帕爾塔馬斯 帕提斯 | 安息帝國 王中之王 （爭位者） 帕爾塔馬斯 帕提斯 | 安息帝國 王中之王 （爭位者） 帕爾塔馬斯 帕提斯 | 安息帝國 王中之王 （爭位者） 帕爾塔馬斯 帕提斯 | 安息帝國 王中之王 （爭位者） 帕爾塔馬斯 帕提斯 | 安息帝國 王中之王 （爭位者） 帕爾塔馬斯 帕提斯 |                                |                                |                                |                                |  |  |  |  |  |  |  |  |  |  |  |  |
|                                  |                                  |                                  |                                  | 安息帝國 王中之王 （爭位者） 薩納特魯斯 二世 | 安息帝國 王中之王 （爭位者） 薩納特魯斯 二世 | 安息帝國 王中之王 （爭位者） 薩納特魯斯 二世 | 安息帝國 王中之王 （爭位者） 薩納特魯斯 二世 | 安息帝國 王中之王 （爭位者） 薩納特魯斯 二世 | 安息帝國 王中之王 （爭位者） 薩納特魯斯 二世 |                                |                                | 安息帝國 王中之王 沃洛吉斯四世                               | 安息帝國 王中之王 沃洛吉斯四世                               | 安息帝國 王中之王 沃洛吉斯四世                               | 安息帝國 王中之王 沃洛吉斯四世                               | 安息帝國 王中之王 沃洛吉斯四世                               | 安息帝國 王中之王 沃洛吉斯四世                               |                                |                                | 安息帝國 王中之王 （爭位者） 帕爾塔馬斯 帕提斯 | 安息帝國 王中之王 （爭位者） 帕爾塔馬斯 帕提斯 | 安息帝國 王中之王 （爭位者） 帕爾塔馬斯 帕提斯 | 安息帝國 王中之王 （爭位者） 帕爾塔馬斯 帕提斯 | 安息帝國 王中之王 （爭位者） 帕爾塔馬斯 帕提斯 | 安息帝國 王中之王 （爭位者） 帕爾塔馬斯 帕提斯 |                                |                                |                                |                                |  |  |  |  |  |  |  |  |  |  |  |  |
|                                  |                                  |                                  |                                  |                                              |                                              |                                              |                                              |                                              |                                              |                                |                                |                                                              |                                                              |                                                              |                                                              |                                                              |                                                              |                                |                                |                                                |                                                |                                                |                                                |                                                |                                                |                                |                                |                                |                                |  |  |  |  |  |  |  |  |  |  |  |  |
|                                  |                                  |                                  |                                  | 亞美尼亞 王國國王 帕科羅斯                   | 亞美尼亞 王國國王 帕科羅斯                   | 亞美尼亞 王國國王 帕科羅斯                   | 亞美尼亞 王國國王 帕科羅斯                   | 亞美尼亞 王國國王 帕科羅斯                   | 亞美尼亞 王國國王 帕科羅斯                   |                                |                                | 安息帝國 王中之王 沃洛吉斯五世亞美尼亞 王國國王 沃洛吉斯二世 | 安息帝國 王中之王 沃洛吉斯五世亞美尼亞 王國國王 沃洛吉斯二世 | 安息帝國 王中之王 沃洛吉斯五世亞美尼亞 王國國王 沃洛吉斯二世 | 安息帝國 王中之王 沃洛吉斯五世亞美尼亞 王國國王 沃洛吉斯二世 | 安息帝國 王中之王 沃洛吉斯五世亞美尼亞 王國國王 沃洛吉斯二世 | 安息帝國 王中之王 沃洛吉斯五世亞美尼亞 王國國王 沃洛吉斯二世 |                                |                                |                                                |                                                |                                                |                                                |                                                |                                                |                                |                                |                                |                                |  |  |  |  |  |  |  |  |  |  |  |  |
|                                  |                                  |                                  |                                  | 亞美尼亞 王國國王 帕科羅斯                   | 亞美尼亞 王國國王 帕科羅斯                   | 亞美尼亞 王國國王 帕科羅斯                   | 亞美尼亞 王國國王 帕科羅斯                   | 亞美尼亞 王國國王 帕科羅斯                   | 亞美尼亞 王國國王 帕科羅斯                   |                                |                                | 安息帝國 王中之王 沃洛吉斯五世亞美尼亞 王國國王 沃洛吉斯二世 | 安息帝國 王中之王 沃洛吉斯五世亞美尼亞 王國國王 沃洛吉斯二世 | 安息帝國 王中之王 沃洛吉斯五世亞美尼亞 王國國王 沃洛吉斯二世 | 安息帝國 王中之王 沃洛吉斯五世亞美尼亞 王國國王 沃洛吉斯二世 | 安息帝國 王中之王 沃洛吉斯五世亞美尼亞 王國國王 沃洛吉斯二世 | 安息帝國 王中之王 沃洛吉斯五世亞美尼亞 王國國王 沃洛吉斯二世 |                                |                                |                                                |                                                |                                                |                                                |                                                |                                                |                                |                                |                                |                                |  |  |  |  |  |  |  |  |  |  |  |  |
|                                  |                                  |                                  |                                  |                                              |                                              |                                              |                                              |                                              |                                              |                                |                                |                                                              |                                                              |                                                              |                                                              |                                                              |                                                              |                                |                                |                                                |                                                |                                                |                                                |                                                |                                                |                                |                                |                                |                                |  |  |  |  |  |  |  |  |  |  |  |  |
| 高加索伊比利亞 王國國王 勒夫一世 | 高加索伊比利亞 王國國王 勒夫一世 | 高加索伊比利亞 王國國王 勒夫一世 | 高加索伊比利亞 王國國王 勒夫一世 | 高加索伊比利亞 王國國王 勒夫一世             | 高加索伊比利亞 王國國王 勒夫一世             |                                              |                                              | 亞美尼亞 王國國王 霍斯羅夫一世               | 亞美尼亞 王國國王 霍斯羅夫一世               | 亞美尼亞 王國國王 霍斯羅夫一世 | 亞美尼亞 王國國王 霍斯羅夫一世 | 亞美尼亞 王國國王 霍斯羅夫一世                               | 亞美尼亞 王國國王 霍斯羅夫一世                               |                                                              |                                                              | 安息帝國 王中之王 沃洛吉斯六世                               | 安息帝國 王中之王 沃洛吉斯六世                               | 安息帝國 王中之王 沃洛吉斯六世 | 安息帝國 王中之王 沃洛吉斯六世 | 安息帝國 王中之王 沃洛吉斯六世                 | 安息帝國 王中之王 沃洛吉斯六世                 |                                                |                                                | 安息帝國 王中之王 阿尔达班四世                 | 安息帝國 王中之王 阿尔达班四世                 | 安息帝國 王中之王 阿尔达班四世 | 安息帝國 王中之王 阿尔达班四世 | 安息帝國 王中之王 阿尔达班四世 | 安息帝國 王中之王 阿尔达班四世 |  |  |  |  |  |  |  |  |  |  |  |  |
| 高加索伊比利亞 王國國王 勒夫一世 | 高加索伊比利亞 王國國王 勒夫一世 | 高加索伊比利亞 王國國王 勒夫一世 | 高加索伊比利亞 王國國王 勒夫一世 | 高加索伊比利亞 王國國王 勒夫一世             | 高加索伊比利亞 王國國王 勒夫一世             |                                              |                                              | 亞美尼亞 王國國王 霍斯羅夫一世               | 亞美尼亞 王國國王 霍斯羅夫一世               | 亞美尼亞 王國國王 霍斯羅夫一世 | 亞美尼亞 王國國王 霍斯羅夫一世 | 亞美尼亞 王國國王 霍斯羅夫一世                               | 亞美尼亞 王國國王 霍斯羅夫一世                               |                                                              |                                                              | 安息帝國 王中之王 沃洛吉斯六世                               | 安息帝國 王中之王 沃洛吉斯六世                               | 安息帝國 王中之王 沃洛吉斯六世 | 安息帝國 王中之王 沃洛吉斯六世 | 安息帝國 王中之王 沃洛吉斯六世                 | 安息帝國 王中之王 沃洛吉斯六世                 |                                                |                                                | 安息帝國 王中之王 阿尔达班四世                 | 安息帝國 王中之王 阿尔达班四世                 | 安息帝國 王中之王 阿尔达班四世 | 安息帝國 王中之王 阿尔达班四世 | 安息帝國 王中之王 阿尔达班四世 | 安息帝國 王中之王 阿尔达班四世 |  |  |  |  |  |  |  |  |  |  |  |  |
| 高加索 伊比利亞 阿薩希德王朝     | 高加索 伊比利亞 阿薩希德王朝     | 高加索 伊比利亞 阿薩希德王朝     | 高加索 伊比利亞 阿薩希德王朝     | 高加索 伊比利亞 阿薩希德王朝                 | 高加索 伊比利亞 阿薩希德王朝                 |                                              |                                              | 亞美尼亞 阿薩希德王朝                        | 亞美尼亞 阿薩希德王朝                        | 亞美尼亞 阿薩希德王朝          | 亞美尼亞 阿薩希德王朝          | 亞美尼亞 阿薩希德王朝                                        | 亞美尼亞 阿薩希德王朝                                        |                                                              |                                                              |                                                              |                                                              |                                |                                |                                                |                                                |                                                |                                                |                                                |                                                |                                |                                |                                |                                |  |  |  |  |  |  |  |  |  |  |  |  |

### 引用
1. ↑  Sheldon 2010，第231頁
2. ↑  Waters 1974，第424頁
3. ↑  Brosius 2006，第84頁
4. ↑  Bickerman 1983，第6頁
5. ↑  Curtis & Stewart 2007，第12頁
6. ↑  Lockard 2010，第172頁
7. ↑  Mommsen & Dickson 1887，第88頁
8. ↑  Nigosian 1993，第31頁
9. ↑  Yarshater 1993，第483頁
10. ↑  Brent 2009，第86頁
11. ↑  Jones 2011，第125頁
12. ↑  Bunson 2002，第47頁
13. ↑  Yarshater 1993，第1261-1283頁
14. ↑  Katouzian 2010，第41頁Curtis & Stewart 2007，第7頁Brosius 2006，第83-84頁
15. ↑  Bivar 1983，第24頁Brosius 2006，第84頁
16. ↑  Bivar 1983，第24-27頁Brosius 2006，第83-84頁
17. ↑  Curtis & Stewart 2007，第7-8頁Brosius 2006，第83-84頁
18. ↑  Bivar 1983，第28-29頁
19. 1 2  Curtis & Stewart 2007，第7頁
20. 1 2 3  Katouzian 2010，第41頁
21. ↑  Garthwaite 2005，第67頁
22. 1 2  Brosius 2006，第85頁
23. ↑  Bivar 1983，第29-31頁
24. 1 2  Curtis & Stewart 2007，第8頁
25. 1 2  Brosius 2006，第86頁
26. ↑  Bivar 1983，第36頁
27. ↑  Bivar 1983，第98-99頁
28. ↑  Ashrafian 2011，第557頁
29. ↑  Brosius 2006，第85-86頁
30. ↑  Bivar 1983，第29頁Brosius 2006，第86頁Kennedy 1996，第74頁
31. ↑  Bivar 1983，第29-31頁Brosius 2006，第86頁
32. ↑  Bivar 1983，第31頁
33. ↑  Bivar 1983，第33頁Brosius 2006，第86頁
34. ↑  Curtis & Stewart 2007，第10-11頁Bivar 1983，第33頁Garthwaite 2005，第76頁
35. ↑  Curtis & Stewart 2007，第10-11頁Brosius 2006，第86-87頁Bivar 1983，第34頁Garthwaite 2005，第76頁
36. ↑  Garthwaite 2005，第76頁Bivar 1983，第35頁
37. ↑  Brosius 2006，第103、110-113頁
38. ↑  Kennedy 1996，第73頁Garthwaite 2005，第77頁
39. ↑  Garthwaite 2005，第77頁Bivar 1983，第38-39頁
40. 1 2  Brosius 2006，第103頁
41. ↑  Bivar 1983，第34頁
42. ↑  Brosius 2006，第89頁Bivar 1983，第35頁
43. ↑  Bivar 1983，第36-37頁Curtis & Stewart 2007，第11頁
44. ↑  Garthwaite 2005，第76-77頁Bivar 1983，第36-37頁Curtis & Stewart 2007，第11頁
45. ↑  Bivar 1983，第37-38頁Garthwaite 2005，第77頁Brosius 2006，第90頁Katouzian 2009，第41-42頁
46. ↑  Torday 1997，第80-81頁
47. ↑  Garthwaite 2005，第76頁Bivar 1983，第36-37頁Brosius 2006，第89、91頁
48. ↑  Brosius 2006，第89頁
49. ↑  Bivar 1983，第38頁Garthwaite 2005，第77頁
50. ↑  Bivar 1983，第38-39頁Garthwaite 2005，第77頁Curtis & Stewart 2007，第11頁Katouzian 2009，第42頁
51. ↑  Bivar 1983，第38-39頁
52. ↑  Bivar 1983，第40-41頁Katouzian 2009，第42頁
53. ↑  Garthwaite 2005，第78頁
54. ↑  Bivar 1983，第40頁Curtis & Stewart 2007，第11-12頁Brosius 2006，第90頁
55. ↑  Curtis & Stewart 2007，第11-12頁
56. ↑  Brosius 2006，第91-92頁Bivar 1983，第40-41頁
57. 1 2  Bivar 2007，第26頁
58. ↑  Bivar 1983，第41頁
59. ↑  Brosius 2006，第90-91頁Watson 1983，第540-542頁Garthwaite 2005，第77-78頁
60. ↑  Garthwaite 2005，第78頁Brosius 2006，第122-123頁
61. ↑  Brosius 2006，第123-125頁
62. ↑  Wang 2007，第100-101頁
63. ↑  Kurz 1983，第560頁
64. ↑  Ebrey 1999，第70頁
65. ↑  Brosius 2006，第92頁
66. ↑  Kennedy 1996，第73-78頁Brosius 2006，第91頁Sheldon 2010，第12-16頁
67. 1 2  Kennedy 1996，第77-78頁
68. ↑  Bivar 1983，第41-44頁Garthwaite 2005，第78頁
69. ↑  Brosius 2006，第91-92頁
70. ↑  Bivar 1983，第44-45頁
71. ↑  Bivar 1983，第45-46頁Brosius 2006，第94頁
72. ↑  Bivar 1983，第48-49頁Katouzian 2009，第42-43頁
73. ↑  Bivar 1983，第48-49頁Brosius 2006，第94-95頁
74. ↑  Bivar 1983，第49頁
75. ↑  Bivar 1983，第49-50頁Katouzian 2009，第42-43頁
76. ↑  Bivar 1983，第55-56頁Garthwaite 2005，第79頁
77. ↑  Bivar 1983，第52-55頁
78. ↑  Bivar 1983，第52頁
79. ↑  Bivar 1983，第52-55頁Brosius 2006，第94-95頁Garthwaite 2005，第78-79頁
80. ↑  Katouzian 2010，第42-43頁Garthwaite 2005，第79頁Bivar 1983，第52-55頁Brosius 2006，第96頁
81. ↑  Bivar 1983，第52-55頁Brosius 2006，第96頁
82. ↑  Kennedy 1996，第80頁
83. ↑  Kennedy 1996，第78-79頁Bivar 1983，第56頁
84. ↑  Bivar 1983，第56-57頁Strugnell 2006，第243頁
85. 1 2 3  Bivar 1983，第57頁Strugnell 2006，第244頁Kennedy 1996，第80頁
86. ↑  Syme 1939，第214-217頁
87. ↑  Bivar 1983，第57頁
88. ↑  Bivar 1983，第57-58頁Strugnell 2006，第239、245頁Brosius 2006，第96頁Kennedy 1996，第80頁
89. ↑  Bivar 1983，第58頁Brosius 2006，第96頁Kennedy 1996，第80-81頁Strugnell 2006，第239、245-245頁
90. ↑  Garthwaite 2005，第79頁
91. ↑  Bivar 1983，第58-59頁Kennedy 1996，第81頁
92. ↑  Bivar 1983，第58-59頁
93. ↑  Bivar 1983，第60-63頁Garthwaite 2005，第80頁Curtis & Stewart 2007，第13頁Kennedy 1996，第81頁
94. ↑  Bivar 1983，第64-65頁
95. ↑  Redgate 2000，第78頁
96. ↑  Bivar 1983，第65-66頁
97. ↑  Garthwaite 2005，第80頁Strugnell 2006，第251-252頁
98. ↑  Bivar 1983，第66-67頁
99. ↑  Brosius 2006，第96-97、136-137頁Bivar 1983，第66-67頁Curtis & Stewart 2007，第12-13頁
100. ↑  Bivar 1983，第67頁Brosius 2006，第96-99頁
101. ↑  Bivar 1983，第68頁Brosius 2006，第97-99頁Garthwaite 2005，第80頁
102. ↑  Bivar 1983，第68-69頁Brosius 2006，第67-99頁
103. ↑  Bivar 1983，第69-71頁
104. ↑  Bivar 1983，第71頁
105. ↑  Bivar 1983，第71-72頁
106. ↑  Bivar 1983，第72-73頁
107. ↑  Brosius 2006，第137-138頁
108. ↑  Bivar 1983，第73頁
109. ↑  Bivar 1983，第73-74頁
110. ↑  Bivar 1983，第75-76頁
111. ↑  Bivar 1983，第76-78頁
112. 1 2  Watson 1983，第543-544頁
113. ↑  Watson 1983，第543-544頁Yü 1986，第460-461頁de Crespigny 2007，第239-240頁Wang 2007，第101頁
114. ↑  Wood 2002，第46-47頁Morton & Lewis 2005，第59頁
115. ↑  Yü 1986，第460-461頁de Crespigny 2007，第600頁
116. ↑  Bivar 1983，第79頁
117. ↑  Bivar 1983，第79-81頁Kennedy 1996，第81頁
118. ↑  Garthwaite 2005，第82頁Bivar 1983，第79-81頁
119. ↑  Bivar 1983，第81頁
120. ↑  Bivar 1983，第81-85頁
121. ↑  Bivar 1983，第83-85頁
122. ↑  Brosius 2006，第99-100頁Bivar 1983，第85頁
123. ↑  Bivar 1983，第86頁
124. ↑  Kennedy 1996，第67、87-88頁
125. ↑  Kennedy 1996，第87頁
126. ↑  Sheldon 2010，第231-232頁
127. ↑  Sheldon 2010，第9-10、231-235頁
128. ↑  Bivar 1983，第86-87頁
129. ↑  Bivar 1983，第88頁Curtis & Stewart 2007，第13頁Lightfoot 1990，第117頁
130. ↑  Lightfoot 1990，第117-118頁Bivar 1983，第90-91頁
131. ↑  Bivar 1983，第88-89頁
132. ↑  Bivar 1983，第88-90頁Garthwaite 2005，第81頁Lightfoot 1990，第120頁Katouzian 2010，第44頁
133. ↑  Bivar 1983，第90-91頁
134. ↑  Lightfoot 1990，第120頁Bivar 1983，第90-91頁
135. ↑  Bivar 1983，第91頁Curtis & Stewart 2007，第13頁Garthwaite 2005，第81頁
136. ↑  Mommsen 2004，第69頁
137. ↑  Bivar 1983，第90-91頁Brosius 2006，第137頁Curtis & Stewart 2007，第13頁
138. ↑  Lightfoot 1990，第120-124頁
139. ↑  Brosius 2006，第100頁Lightfoot 1990，第115頁Garthwaite 2005，第81頁Bivar 1983，第91頁
140. ↑  Bivar 1983，第92-93頁
141. ↑  Bivar 1983，第93頁
142. ↑  Brosius 2006，第100頁Bivar 1983，第93-94頁
143. ↑  Curtis & Stewart 2007，第13頁Bivar 1983，第93-94頁
144. ↑  Brosius 2006，第100頁Curtis & Stewart 2007，第13頁Bivar 1983，第94頁Katouzian 2010，第44頁
145. 1 2  Bivar 1983，第94-95頁
146. ↑  Brosius 2006，第100-101頁Katouzian 2010，第44頁
147. 1 2  Brosius 2006，第100-101頁Bivar 1983，第95-96頁Curtis & Stewart 2007，第14頁Katouzian 2010，第44頁
148. ↑  Bivar 1983，第95-96頁
149. ↑  Frye 1983，第173-174頁
150. ↑  Widengren 1983，第1261-1262頁
151. ↑  Yarshater 1983，第359頁
152. ↑  Widengren 1983，第1261頁
153. ↑  Garthwaite 2005，第75-76頁
154. ↑  Boyce 1983，第1151-1152頁
155. ↑  Garthwaite 2005，第76頁Widengren 1983，第1262頁Brosius 2006，第79-80頁
156. 1 2  Widengren 1983，第1262頁
157. ↑  Widengren 1983，第1265頁
158. ↑  Garthwaite 2005，第75-76頁Widengren 1983，第1263頁Brosius 2006，第118-119頁
159. ↑  Widengren 1983，第1263頁Brosius 2006，第118-119頁
160. ↑  Garthwaite 2005，第67、75頁Bivar 1983，第22頁
161. ↑  Garthwaite 2005，第75頁Bivar 1983，第80-81頁
162. ↑  Kurz 1983，第564頁
163. ↑  Widengren 1983，第1261、1264頁
164. ↑  Widengren 1983，第1264頁
165. ↑  Widengren 1983，第1265-1266頁
166. 1 2  Widengren 1983，第1265、1267頁
167. ↑  Brosius 2006，第80頁Posch 1998，第363頁
168. ↑  Posch 1998，第358頁
169. ↑  Watson 1983，第541-542頁
170. ↑  Wang 2007，第90頁
171. ↑  Wang 2007，第88頁
172. ↑  Wang 2007Brosius 2006，第90-91、122頁
173. ↑  Brosius 2006，第118頁Wang 2007，第90頁
174. ↑  Garthwaite 2005，第67-68頁
175. ↑  Widengren 1983，第1263頁
176. ↑  .   [2011-10-18]. （原始内容存档于2023-03-13） （拉丁语）.
177. ↑  Lukonin 1983，第701頁
178. ↑  Lukonin 1983，第701頁Curtis & Stewart 2007，第19-21頁
179. ↑  Brosius 2006，第113-114頁
180. ↑  Brosius 2006，第115-116頁
181. ↑  Brosius 2006，第114-115頁
182. 1 2  Brosius 2006，第103-104頁
183. ↑  Brosius 2006，第119頁
184. ↑  Lukonin 1983，第699-700頁
185. ↑  Lukonin 1983，第700-704頁
186. ↑  Brosius 2006，第99-100、104頁
187. ↑  Brosius 2006，第104-105、117-118頁
188. ↑  Lukonin 1983，第704-705頁
189. ↑  Lukonin 1983，第704頁Brosius 2006，第104頁
190. ↑  Brosius 2006，第116、122頁Sheldon 2010，第231-232頁
191. 1 2  Kennedy 1996，第84頁
192. ↑  Wang 2007，第99-100頁
193. 1 2  Brosius 2006，第120頁Garthwaite 2005，第78頁
194. ↑  Brosius 2006，第120頁Kennedy 1996，第84頁
195. ↑  Brosius 2006，第116-118頁Garthwaite 2005，第78頁Kennedy 1996，第84頁
196. ↑  Brosius 2006，第120頁Garthwaite 2005，第78頁Kurz 1983，第561頁
197. ↑  Brosius 2006，第122頁
198. 1 2  Kennedy 1996，第83頁
199. ↑  Curtis & Stewart 2007，第9、11-12、16頁
200. ↑  Curtis & Stewart 2007，第7-25頁Sellwood 1983，第279-298頁
201. ↑  Sellwood 1983，第280頁
202. ↑  Sellwood 1983，第282頁
203. ↑  Curtis & Stewart 2007，第14-15頁Katouzian 2010，第45頁
204. ↑  Garthwaite 2005，第85頁Curtis & Stewart 2007，第14-15頁
205. ↑  Curtis & Stewart 2007，第11頁
206. 1 2  Curtis & Stewart 2007，第16頁
207. ↑  Garthwaite 2005，第80-81頁Curtis & Stewart 2007，第21頁Schlumberger 1983，第1030頁
208. ↑  Schlumberger 1983，第1030頁
209. ↑  Bivar 1983，第56頁
210. 1 2  Shahbazi 1987，第525頁
211. ↑  Garthwaite 2005，第85頁Brosius 2006，第128-129頁
212. ↑  Lukonin 1983，第697頁
213. ↑  Lukonin 1983，第687頁Shahbazi 1987，第525頁
214. ↑  Duchesne-Guillemin 1983，第867-868頁
215. 1 2  Katouzian 2010，第45頁
216. ↑  Neusner 1983，第909-923頁
217. ↑  Asmussen 1983，第924-928頁
218. 1 2  Brosius 2006，第125頁
219. ↑  Garthwaite 2005，第68、83-84頁Colpe 1983，第823頁Brosius 2006，第125頁
220. ↑  Duchesne-Guillemin 1983，第872-873頁
221. ↑  Colpe 1983，第844頁
222. ↑  Katouzian 2010，第45頁Brosius 2006，第102-103頁
223. ↑  Brosius 2006，第85-86頁Garthwaite 2005，第80-81頁Duchesne-Guillemin 1983，第867頁
224. ↑  Garthwaite 2005，第67頁Asmussen 1983，第928、933-934頁
225. ↑  Bivar 1983，第97頁
226. ↑  Emmerick 1983，第957頁
227. ↑  Demiéville 1986，第823頁Zhang 2002，第75頁
228. 1 2 3 4  Brosius 2006，第127頁
229. 1 2 3 4  Brosius 2006，第128頁
230. ↑  Brosius 2006，第127頁Schlumberger 1983，第1041-1043頁
231. ↑  Brosius 2006，第129、132頁
232. ↑  Brosius 2006，第127頁Garthwaite 2005，第84頁Schlumberger 1983，第1049-1050頁
233. 1 2  Schlumberger 1983，第1051頁
234. ↑  Curtis 2007，第18頁
235. ↑  Schlumberger 1983，第1052-1053頁
236. ↑  Schlumberger 1983，第1053頁
237. ↑  Curtis & Stewart 2007，第18頁Schlumberger 1983，第1052-1053頁
238. 1 2  Brosius 2006，第111-112頁
239. ↑  Brosius 2006，第111-112、127-128頁Schlumberger 1983，第1037-1041頁
240. 1 2  Garthwaite 2005，第84頁Brosius 2006，第128頁Schlumberger 1983，第1049頁
241. 1 2 3 4  Brosius 2006，第134-135頁
242. ↑  Schlumberger 1983，第1049頁
243. ↑  Brosius 2006，第132-134頁
244. ↑  Bivar 1983，第91-92頁
245. ↑  Curtis & Stewart 2006，第15頁
246. ↑  Curtis & Stewart 2006，第17頁
247. ↑  Brosius 2006，第108、134-135頁
248. ↑  Brosius 2006，第101頁
249. ↑  Curtis & Stewart 2006，第8頁Sellwood 1983，第279-280頁
250. ↑  Brosius 2006，第101-102頁Curtis & Stewart 2007，第9頁
251. ↑  Brosius 2006，第101-102頁Curtis & Stewart 2007，第15頁
252. ↑  Brosius 2006，第106頁
253. ↑  Boyce 1983，第1151頁
254. ↑  Boyce 1983，第1158-1159頁
255. ↑  Boyce 1983，第1154-1155頁Kennedy 1996，第74頁

## 外部連結
[在维基数据编辑]
 《欽定古今圖書集成·方輿彙編·邊裔典·安息部》，出自陈梦雷《古今圖書集成》
 《史記/卷123》，出自司馬遷《史記》
 《後漢書·卷88》，出自范晔《後漢書》
 《魏書·卷102》，出自魏收《魏书》
 《周書·卷50》，出自令狐德棻《周書》
 《北史·卷097》，出自李延壽《北史》